# Metal
Pour les articles homonymes, voir Heavy metal (homonymie) et Metal (homonymie).
Sous-genres
Metal extrême (black metal, death metal, doom metal, thrash metal), glam metal, groove metal, heavy metal traditionnel, metal progressif, power metal, speed metal
Genres dérivés
Crust punk, drone metal, folk metal, funk metal, grindcore, metalcore, metal alternatif, metal avant-gardiste, metal chrétien, metal industriel, metal néo-classique, metal symphonique, nu metal, post-metal, rap metal, sludge metal, viking metal, stoner rock, metal gothique, deathcore, death metal mélodique, death metal technique, death 'n' roll, deathgrind, djent, goregrind, crossover thrash, thrashcore, kawaii metal
Genres associés
Hard rock, punk rock, grunge
Le metal (ou heavy metal, parfois retranscrit heavy métal en français) est un genre musical dérivé du rock apparu au Royaume-Uni et aux États-Unis à la fin des années 1960. Dans un sens large et généralisé, le metal désigne toutes les musiques qui descendent du heavy metal traditionnel et du hard rock.
Le metal puise son inspiration, entre 1969 et 1974, dans des groupes tels que Black Sabbath, Deep Purple et Led Zeppelin, qui, en combinant blues et rock, ainsi que diverses influences plus subtilement distillées (tradition classique, musiques orientales...) ont créé un hybride aux sonorités lourdes et épaisses, centré sur la puissance de la batterie et des sons de guitare électrique fortement saturée. Au fil des années, le metal a donné naissance à des sous-genres variés. Le genre s'est popularisé dans les années 1970 et 1980, au fur et à mesure de l'apparition de ses sous-genres, et il génère toujours dans les années 2020 un fort engouement de la part de ses fans à travers le monde.

## Terminologie

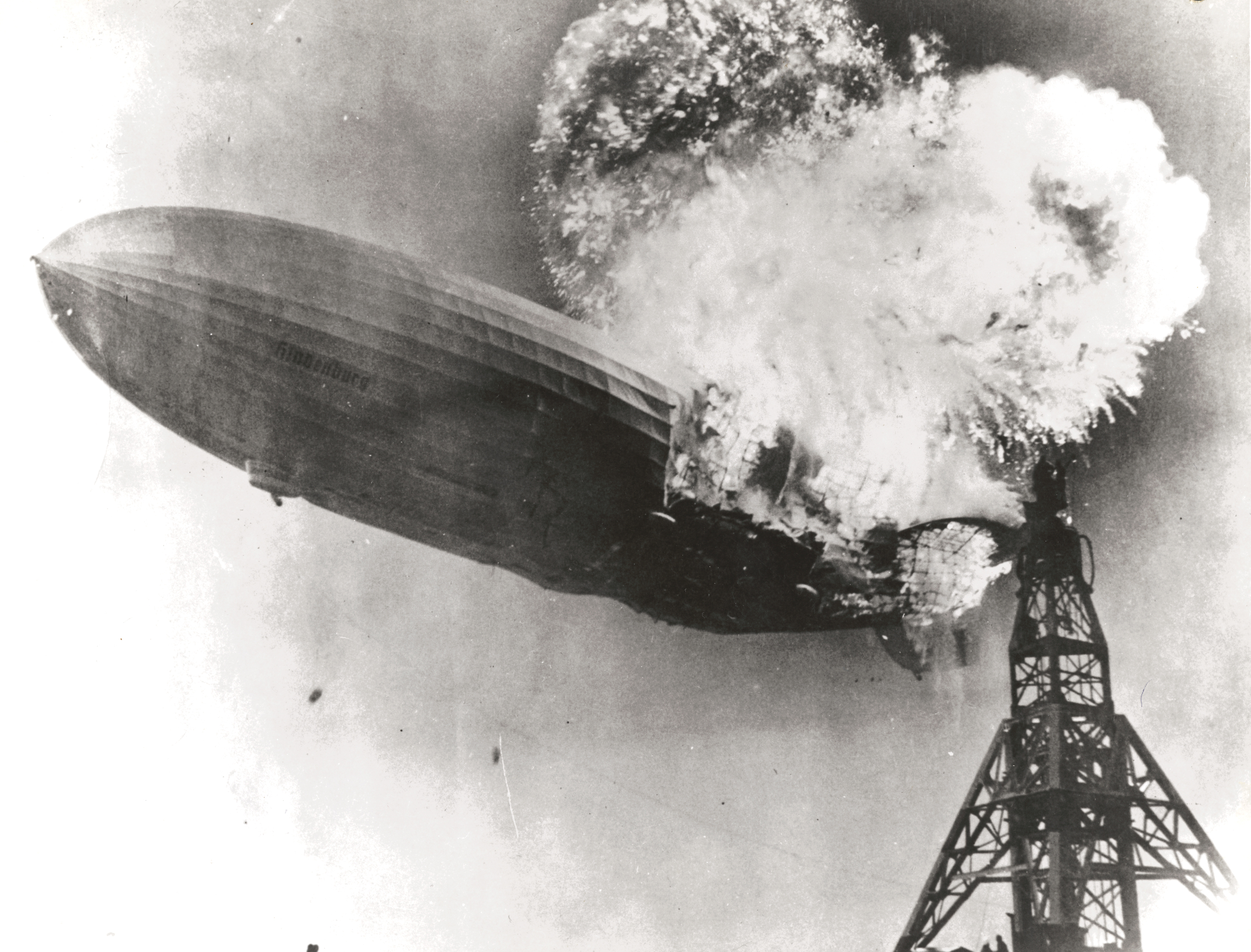
Photographie du Hindenburg en feu, adaptée ensuite par Led Zeppelin pour la pochette de leur premier album (Led Zeppelin I).

Le terme de « heavy metal » est sujet à confusion car il peut prendre plusieurs sens différents selon le contexte dans lequel il est employé. Dans son contexte d'origine, il était indifféremment utilisé comme un synonyme de hard rock. Dans un second sens, le terme désigne le heavy metal traditionnel, une tendance esthétique plus radicale qui, au cours des années 1970 et 1980, s’est démarquée du hard rock, en s’éloignant de ses racines blues, même si cette distinction est contestée par des recherches récentes
L'origine du terme heavy metal employé en musique est incertaine. Cette expression, utilisée depuis des siècles dans les secteurs de la chimie et de la métallurgie (métal lourd), est répertoriée sous cette acception dans le dictionnaire Oxford English Dictionary. L'une des premières utilisations du terme dans la culture populaire underground revient à l'écrivain américain William S. Burroughs qui, dans son roman The Soft Machine (1961, La Machine molle en français), évoque un personnage du nom de « Uranian Willy, the Heavy Metal Kid ». Dans son roman suivant, Nova Express, publié en 1964, il développe ce thème plus avant encore en faisant de l'expression heavy metal une métaphore des drogues psycho-actives. Au XIXe, ce terme était utilisé dans le jargon militaire pour signifier « artillerie lourde ».
Le premier emploi du terme heavy metal dans une chanson enregistrée remonte à 1968, dans la phrase heavy metal thunder qui figure dans le morceau Born to Be Wild de Steppenwolf,. Cependant, Steppenwolf faisait là une référence au rugissement des motos. D'après l'ouvrage The History of Heavy Metal, le terme fut emprunté au hippiespeak (« jargon des hippies »), heavy (« lourd ») se rapportant à toute chose capable de générer une humeur intense et metal qualifiant cette humeur potentiellement aiguisée, ou lourde, comme le métal. En effet, avant l'apparition du heavy metal, le terme « heavy » ne correspondait à aucun genre musical en particulier et était plutôt utilisé, notamment dans le mouvement hippie, pour désigner tout ce qui dégageait une atmosphère avec une certaine puissance. Le mot heavy (dans son acception signifiant « sérieux » ou « profond » en argot américain) était entré quelque temps auparavant dans le jargon de la contre-culture, notamment celui de la Beat generation, et on trouvait déjà couramment des références à la heavy music, cette expression désignant une musique aux variations plus lentes et plus amplifiées que celles de la musique populaire standard de l'époque. À titre d'illustration, on peut citer le groupe Iron Butterfly, qui fit ses débuts à San Diego en 1966, son nom évocateur (littéralement, « papillon de fer ») étant expliqué sur la pochette de l'un de ses albums : « Iron symbolisait quelque chose de lourd dans le son et Butterfly représentait la lumière, attachante et versatile... un objet librement utilisable par l'imagination. » Qui plus est, le premier album de ce groupe, sorti en 1968, s'intitulait Heavy. Enfin, le fait que le nom même de Led Zeppelin, en partie inspiré par Keith Moon qui avait déclaré que le groupe allait « tomber comme un ballon de plomb, » ait incorporé dans sa sonorité l'appellation d'un métal lourd (heavy metal) — le plomb, lead en anglais, prononcé led — pourrait avoir scellé le début de la consécration de cette expression. Autre hypothèse : à la fin des années 1960, Birmingham, qui était encore un haut lieu de l'industrie en Angleterre (de la métallurgie, en particulier), voyait graviter dans ses environs de nombreux groupes de rock, comme The Move ou Black Sabbath, et certains suggèrent que le terme de heavy metal pourrait avoir un lien avec les activités de ce pôle industriel britannique. Ainsi, la biographie de The Move indique que le son du groupe est attribuable à son recours aux riffs de guitare « lourds » (heavy en anglais) qui étaient alors populaires dans les « metal Midlands », partie centrale de l'Angleterre, englobant les villes de Birmingham et Sheffield, et dont sera issu plus tard un des groupes majeurs de la New wave of British heavy metal (NWOBHM), Def Leppard.
Sandy Pearlman, producteur, manager et auteur des chansons des débuts du groupe Blue Öyster Cult, soutient qu'il a été, dans les années 1970, l'un des premiers à employer le terme heavy metal dans le contexte de la musique rock. Et il est vrai qu'il fut à cette époque l'un des pionniers de la critique de rock, en sa qualité de collaborateur du magazine américain Crawdaddy!, où il publia en 1971 une critique de l'album The Notorious Byrd Brothers des Byrds dans laquelle il fit usage de l'expression heavy metal pour qualifier l'un des morceaux présents sur le disque, Artificial Energy. Autre relation entre Sandy Pearlman et le sens premier de l'expression heavy metal : sa conception, dans le cadre de l'élaboration de l'imagerie propre au groupe, d'un symbole inspiré du symbole alchimique du plomb, l'un des métaux les plus lourds. Instinctivement, il mit ensuite ce terme en avant pour décrire le style de la musique de Blue Öyster Cult. Le groupe reprendra à son compte cette expression dans le refrain d'un de leur titre, le très controversé Me 262 (Secret Treaties, 1974) : They hung there dependant from the sky - Like some heavy metal fruit.
Une hypothèse concernant l'origine du genre fut avancée par « Chas » Chandler, manager de The Jimi Hendrix Experience en 1969, dans un entretien qu'il accorda en 1995 à l'émission Rock and Roll d'une chaîne américaine du réseau PBS. Selon lui, « le terme "heavy metal" est apparu dans un article du New York Times relatant une performance de Jimi Hendrix ». Il rapporta en outre que l'auteur de l'article écrivait qu'écouter The Jimi Hendrix Experience, c'était « ...comme écouter du métal lourd (heavy metal) qui tombe du ciel. » D'autre part, le chanteur bien connu Alice Cooper a affirmé dans une entrevue dans le documentaire Metal: A Headbanger's Journey que le magazine Rolling Stone avait également utilisé l'expression like Heavy Metal falling from the sky pour décrire sa musique. Il semble que le premier usage bien documenté du terme heavy metal pour décrire précisément un style de musique soit apparu dans le numéro de mai 1971 du magazine américain Creem, dans une critique de l'album Kingdom Come de Sir Lord Baltimore. Dans cette critique, l'auteur, Mike Saunders (en), déclare que « Sir Lord Baltimore semble maîtriser à la perfection la plupart des ficelles du heavy metal ». Par la suite, c'est au critique Lester Bangs, grande figure de la critique rock et notamment du mensuel Creem, que l'on attribua la popularisation du terme heavy metal, au début des années 1970, pour qualifier le style de groupes comme Led Zeppelin et Black Sabbath,. Si, à l'origine, le terme de heavy metal a parfois revêtu une connotation péjorative sous la plume de certains critiques, les fans du genre se le sont toutefois rapidement approprié. De la même manière, des groupes déjà bien établis, comme Deep Purple, qui venaient de la pop ou du rock progressif, se sont immédiatement réclamés du heavy metal, saisissant l'occasion pour épouser une approche plus agressive de leur musique, en décuplant les effets de distorsion et d'amplification. Cependant, Jon Lord, le claviériste de Deep Purple, déclara au magazine Kerrang! que son groupe ne joue pas de heavy metal et qu'il n'en jouera jamais voulant ainsi se distancer des porteurs de bracelets cloutés et de ceux qui posent en crachant du sang.

## Histoire

### Origines

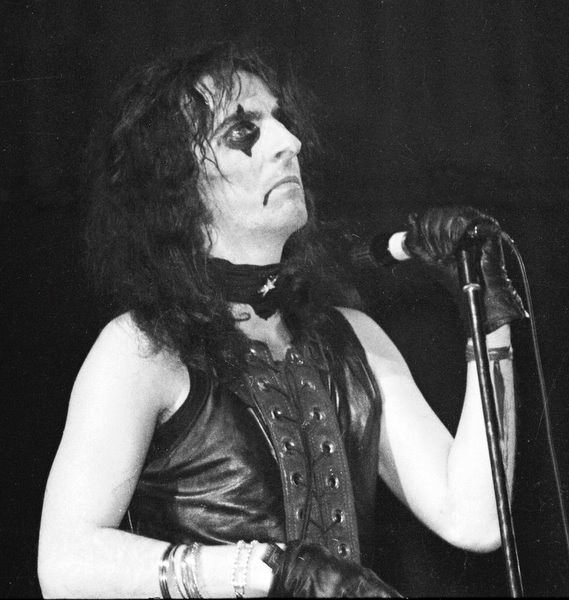
Le chanteur de hard rock Alice Cooper en 1972.

C'est pour caractériser certains morceaux de la musique de Jimi Hendrix, que l'expression heavy metal, est employée pour la première fois, par un journaliste américain. Un morceau tel que Machine gun, figurant sur l'album Midnight Lightning en est le parfait exemple, mais également des titres comme Purple Haze, ou Foxy lady. Le blues et la musique noire américaine sont des sources d'influence majeures pour les tout premiers artistes de rock 'n' roll, par exemple Elvis Presley ou encore les rockeurs anglais. Des groupes comme les Rolling Stones et les Yardbirds ont enregistré de nombreuses reprises de chansons de blues classiques, parfois en accélérant le tempo et en utilisant la guitare électrique au lieu de la guitare acoustique[réf. nécessaire].
Ces pratiques d'amplification de la musique blues traditionnelle furent stimulées par les nouveaux champs d'expérimentation intellectuels et artistiques qui s'offrirent aux musiciens quand ils se mirent à exploiter les multiples possibilités de la guitare électriquement amplifiée en termes de puissance sonore et de dissonance. Côté percussions, alors que les styles rythmiques du blues-rock consistaient en de simples rythmes en shuffle sur des petites batteries, les batteurs commencèrent à adopter un jeu plus musclé, plus complexe et plus amplifié, de manière à se mettre au diapason des sons de guitares de plus en plus forts. De la même manière, pour s'adapter à l'amplification, les chanteurs ont modifié leurs techniques vocales, gagnant généralement au passage en emphase et en théâtralité. Dans le même temps, les avancées technologiques réalisées dans le domaine de l'enregistrement sonore ont permis la capture et la retranscription sur différents supports (bandes magnétiques, vinyles) de la puissance de cette nouvelle approche de la musique, à la fois plus lourde et plus technique. Les exemples les plus anciens de musique généralement identifiée comme porteuse des codes du heavy metal viennent du Royaume-Uni où, dès la fin des années 1960, des groupes comme Led Zeppelin et Black Sabbath se sont mis à appliquer aux gammes et aux arrangements traditionnels du blues cette démarche alors avant-gardiste, qui donnait naissance à une musique nouvelle. Ces groupes étaient en outre très influencés par les musiciens de rock psychédélique américains comme Jimi Hendrix et Jefferson Airplane, qui furent les premiers à amplifier et à modifier les guitares du blues-rock et qui ont ainsi servi de pont entre la musique afro-américaine et les rockeurs européens.
Parmi les autres influences souvent citées, on trouve Vanilla Fudge, qui a ralenti et « psychédélisé » les mélodies populaires, et des rockeurs anglais comme The Who et The Kinks, qui ont posé les bases du style heavy metal en introduisant les power chords et des percussions plus agressives.
Nombreux sont les artistes et les morceaux dont il a été dit qu'ils étaient les précurseurs du genre. Ainsi, pour certains, le titre You Really Got Me des Kinks (1964) constitue l'une des toutes premières chansons de heavy metal. De fait, elle fut peut-être la première à utiliser comme base un riff de power-chords répétitifs et distordus. Le groupe Cream, avec sa formule alors novatrice de power trio, actif de 1966 à 1968, eut lui aussi une influence considérable, découlant de la puissance sonore engendrée par le jeu complice très amplifié du guitariste Eric Clapton et du bassiste Jack Bruce, adossé au jeu de percussion musclé du batteur Ginger Baker. Influence similaire pour Jimi Hendrix et son groupe (The Jimi Hendrix Experience), avec des titres comme Purple Haze, Love Or Confusion ou Foxy Lady de l'album Are You Experienced (1967). Dans le sillage de ces pionniers, en 1968, les sons de heavy blues étaient devenus monnaie courante dans la musique populaire. Cette année-là, la reprise par Blue Cheer du hit Summertime Blues d'Eddie Cochran, parue en janvier, est considérée par certains comme la première vraie chanson de heavy metal. Au même moment, Steppenwolf sort son titre Born to Be Wild tandis que les Yardbirds, qui comptent alors en leur sein le guitariste Jimmy Page (futur Led Zeppelin), enregistrent le single Think About It qui, propulsé sur les ondes deux mois plus tard, révèlera un son similaire à celui qui deviendra plus tard caractéristique de Led Zeppelin. Autre sortie notable de l'année 1968, dans la même veine annonciatrice du heavy metal : le titre In-A-Gadda-Da-Vida d'Iron Butterfly, paru en juillet.
Les spécialistes des Beatles, pour leur part, mettent en avant la chanson Helter Skelter de l'album The Beatles (plus connu en tant que White Album ou Album blanc) et la version single du titre Revolution, toutes deux sorties en novembre 1968, qui firent date dans l'histoire de la musique pop et rock, en imposant de nouveaux standards de distorsion et d'agressivité sonore. Au même moment, le groupe de Dave Edmunds, Love Sculpture, sort lui aussi un morceau aux guitares torturées et tapageuses, sous la forme d'une reprise rock de la pièce classique La Danse du sabre d'Aram Khatchatourian.
Sorti en août 1968, Truth, le premier opus du Jeff Beck Group, fera date dans l'histoire du rock. Précédant de quelques mois le premier album de Led Zeppelin (janvier 1969), il est parfois considéré (surtout par les fans de blues britanniques) comme le premier album de heavy metal. En 1969, sur l'album In the Court of the Crimson King du groupe de rock progressif King Crimson, on décèle sur le titre 21st Century Schizoid Man nombre de traits thématiques et musicaux caractéristiques du heavy metal : un son de guitare particulièrement distordu, les solos dissonants du guitariste Robert Fripp, des paroles axées sur une vision négative de l'avenir de l'homme du XXIe siècle, une ambiance sombre et l'extrême distorsion de la voix du chanteur Greg Lake.

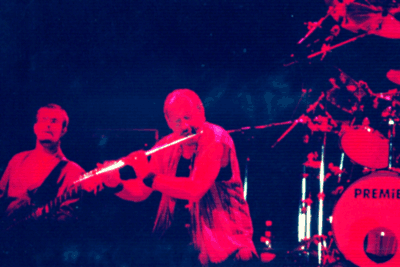
Jethro Tull en 1997.

Les codes du genre qu'on allait par la suite baptiser « heavy metal » furent véritablement définis et scellés par trois albums sortis en 1970 : Led Zeppelin III de Led Zeppelin, Black Sabbath de Black Sabbath et In Rock de Deep Purple. En effet, on trouve indéniablement chez Led Zeppelin l'aspect théâtral du genre, avec les hurlements du chanteur Robert Plant mis au service des thèmes de la magie, de la conquête et de l'occulte abordés dans les paroles d'une chanson (à savoir Immigrant Song). Thèmes de l'occulte également très présents chez Black Sabbath, dont le nom même fut choisi en référence à un film d'horreur de Bela Lugosi. Chez Black Sabbath, on découvre le recours intensif aux power chords, le guitariste Tony Iommi, amputé des premières phalanges de deux doigts, imprimant à son jeu une couleur particulière qui sera ensuite associée au heavy metal. Le groupe Deep Purple, quant à lui, après avoir quelque peu cherché son style à ses débuts, aborde les années 1970 en adoptant une approche résolument heavy metal de sa musique, tant dans les choix vocaux de son chanteur Ian Gillan que dans les arrangements de son guitariste Ritchie Blackmore (qui accouchera du riff le plus célèbre de l'histoire du hard rock sur le titre Smoke on the Water, présent sur le tout aussi culte album Machine Head). Le début des années 1970 fut aussi marqué par l'apparition d'Alice Cooper, considéré comme l'un des précurseurs du shock rock. Usant de formes de provocation particulièrement osées pour l'époque (simulations de décapitation à la guillotine sur scène, maquillage, vêtements et comportements résolument provocateurs), Alice Cooper, qui était alors un groupe soudé (dont le splitt marquera le point de départ de la carrière solo de Vincent Furnier), sera "le premier groupe banni d'Angleterre" selon l'artiste, les autorités britanniques justifiant cette résolution par un excès de sang à l'occasion des manifestations scéniques du groupe.
Bon nombre des premiers groupes de heavy metal, comme Led Zeppelin, Deep Purple, Uriah Heep et UFO, sont désormais considérés, au sein de la communauté actuelle des amateurs de metal, non pas comme des groupes de heavy metal au sens où on l'entend aujourd'hui, mais plutôt comme des groupes de hard rock. D'ailleurs, beaucoup de ces groupes ne se réclament pas de l'étiquette heavy metal, même s'ils reconnaissent avoir contribué, par leurs œuvres respectives, au développement et à l'essor du genre. À cette époque, et tout au long des années 1970, les termes heavy metal et hard rock étaient en fait à peu près synonymes. Pour illustrer la confusion des genres ainsi générée, on peut citer le groupe de rock progressif Jethro Tull, qui n'est pas considéré comme un groupe de heavy metal et qui ne s'est jamais réclamé du genre, mais qui a tant marqué les esprits avec son album Aqualung (1971), au style proche des codes du heavy metal alors naissant, que le groupe reçut, des années plus tard, le Grammy Award du meilleur album du genre pour Crest of a Knave (1987), à la surprise générale. Autre groupe ayant flirté à la même époque avec les frontières encore floues entre rock psychédélique et heavy metal : Hawkwind, avec notamment sa chanson Master of the Universe (1971).
Beaucoup d'artistes précurseurs du metal sont aussi considérés comme précurseurs du punk, tels que The Stooges, les MC5, Grand Funk Railroad, The Who, The New York Dolls, The Troggs et Blue Cheer.

### Heavy metal traditionnel

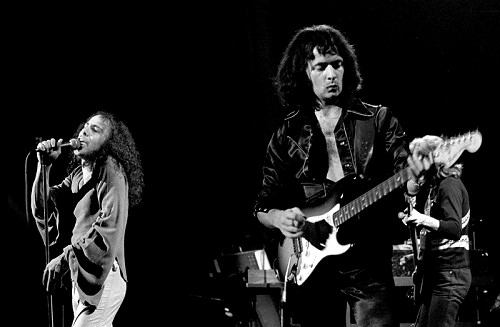
Ronnie James Dio et Ritchie Blackmore du groupe Rainbow en 1977.

Les historiens de la musique ne sont pas tous d'accord quant au poids à accorder aux différents acteurs de la scène heavy metal de la fin des années 1970 et du début des années 1980. Ainsi, certains ignorent ou minimisent l'importance de groupes comme Blue Öyster Cult (qui connurent un succès modéré auprès du grand public) et de la scène glam metal de Los Angeles (qui ne commença à véritablement devenir populaire que dans les années 1980), mettant plutôt l'accent sur l'apparition d'influences classiques chez des guitaristes tels que, par exemple, Randy Rhoads[réf. nécessaire]. Encore, certains vont mettre l'accent sur des groupes comme Kiss et Alice Cooper, qui vont développer des concerts choquants et incroyables et donc aider à poser les bases du shock rock. D'autres, en revanche, préfèrent souligner l'hybridation qui intervint entre le heavy metal et le punk rock à la fin des années 1970 (cf. les Sex Pistols)[réf. nécessaire], notamment en accordant beaucoup d'importance à la New wave of British heavy metal (NWOBHM) apparue aux alentours de l'année 1980, menée par des groupes comme Motörhead, Def Leppard, Saxon et Iron Maiden. Parmi ceux qui privilégient cette seconde hypothèse, au nombre desquels on compte des musiciens influents du genre, certains pensent que les fondations du style et du son caractéristiques du heavy metal pur, dit « classique », ont été établies par le groupe britannique Judas Priest, avec trois de ses premiers albums : Sad Wings of Destiny (1976), Sin After Sin (1977) et Stained Class (1978). De fait, selon le musicologue Robert Walser, Judas Priest passa la décennie à « parachever la définition du heavy metal. » C'est avec l'arrivée de Judas Priest que le metal devient un mouvement à part entière.
Le groupe Rainbow, fondé en 1975 par Ritchie Blackmore, guitariste de Deep Purple, est parfois cité comme ayant sa place au sein des pionniers d'une sorte de heavy metal pur, dans la droite lignée stylistique des deux albums de Deep Purple sortis en 1974, Burn et Stormbringer, bien que ces groupes soient plus généralement considérés comme des groupes de hard rock. Suivant l'exemple de Judas Priest, les groupes de heavy metal ont rapidement commencé à regarder au-delà de l'utilisation presque exclusive de la gamme du blues pour incorporer dans leurs solos des modes diatoniques. Cette approche plus complexe qui, via le rock progressif, s'est mise à intégrer davantage d'éléments issus de la musique classique et du jazz, s'est depuis répandue dans les différents sous-genres du metal.
La virtuosité à la guitare, littéralement incarnée en 1978 par Eddie Van Halen dans le fameux solo qu'il réalise sur le titre Eruption (tiré de l'album Van Halen — solo que beaucoup considèrent comme une pierre angulaire dans l'histoire du heavy metal), devient dès lors un ingrédient incontournable du genre, comme en témoignent, par exemple, les prouesses de guitaristes telles que celles de Ritchie Blackmore, Randy Rhoads ou Yngwie Malmsteen. Dans ce climat propice à la virtuosité, la guitare classique aux cordes en nylon est parfois utilisée en concert ou en studio, à l'instar de Randy Rhoads sur le titre Dee de l'album Blizzard of Ozz d'Ozzy Osbourne, sorti en 1980. Qui plus est, à partir de cette période, des stars de la guitare classique, comme Liona Boyd, n'hésitent pas à collaborer avec des stars du heavy metal dans le cadre d'une toute nouvelle fraternité de guitaristes où les « anciens » et les « modernes » dépassent leurs traditionnelles querelles pour partager leurs techniques.

### Succès auprès du grand public

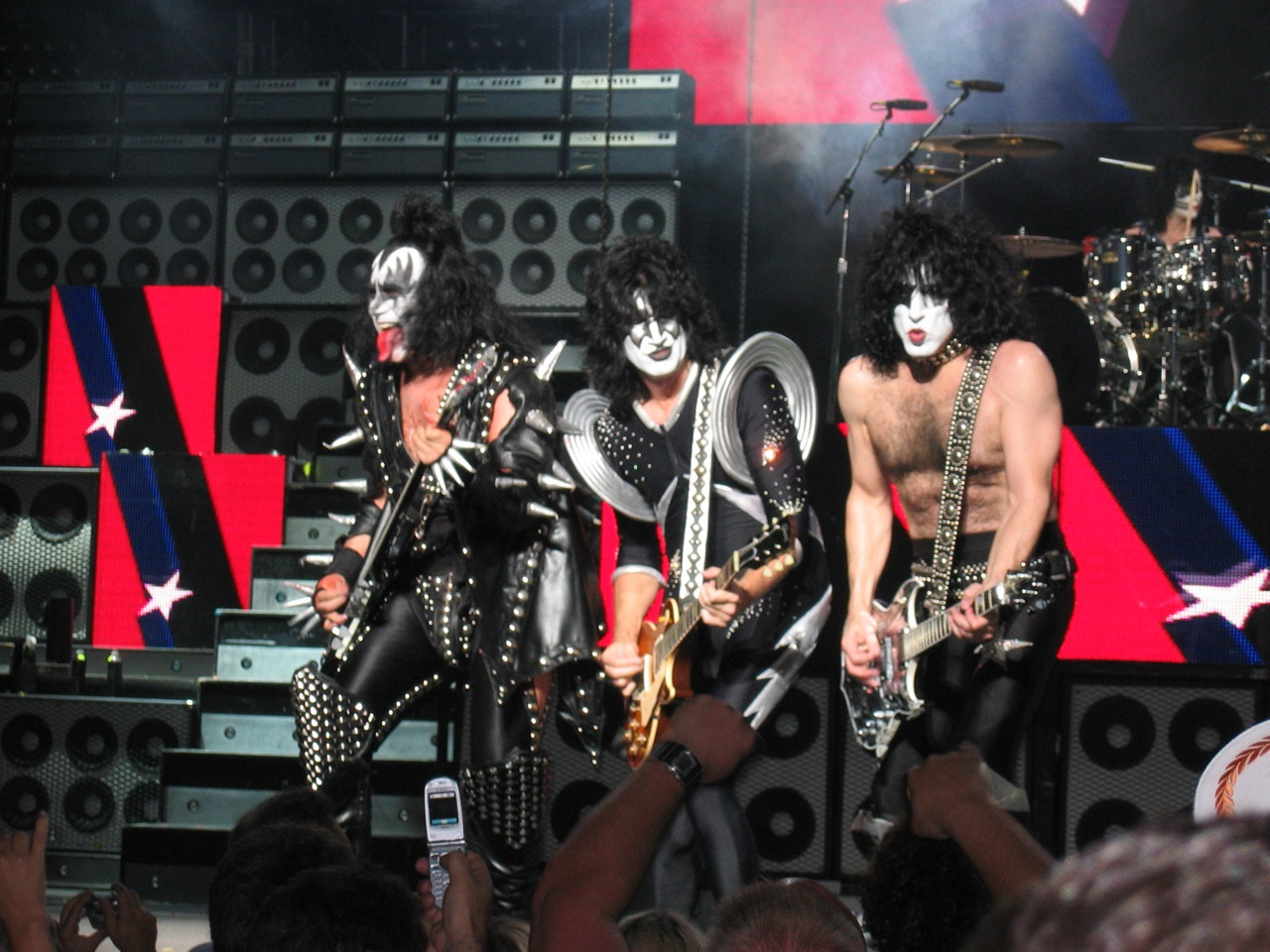
Kiss en concert (2004).

Le sous-genre du heavy metal le plus populaire, le glam metal, a émergé aux États-Unis durant les années 1980. L'épicentre de cette explosion était surtout situé autour du Sunset Strip de Los Angeles, Californie. La première vague de glam metal se composait de groupes comme Mötley Crüe, Ratt, Dokken, W.A.S.P. et Twisted Sister qui étaient autant influencés par des groupes comme Deep Purple, Kiss ou Black Sabbath (en incorporant des solos de guitare dans la majorité de leurs chansons, entre autres) que par des groupes de glam rock comme T. Rex et Sweet. Mötley Crüe, W.A.S.P. et Twisted Sister, entre autres, se sont développés à partir des fondations laissées par Alice Cooper et Kiss, notamment par leur attitude sur scène, souvent en usant de la provocation à la manière du shock rock. À l'époque, des groupes traditionnels comme Dio, Ozzy Osbourne et Judas Priest ont utilisé des stylistiques glam metal dans leur musique. Sous une forme ou une autre, le glam metal a dominé les ondes radios grand public du début des années 1980 jusqu'au début des années 1990. Ce genre a causé une rupture dans la communauté metal des années 1980, largement à cause de l'image des groupes de glam metal, surtout celle des groupes cultivant une imagerie androgyne comme Poison, par opposition à l'imagerie masculiniste véhiculée par le thrash metal et autres sous-genres plus violents.
Musicalement assez proche du glam, mais sans l'imagerie fantasque, le hard F.M. développe un hard-rock simple et mélodique, souvent rehaussé de synthétiseurs, calibré pour passer sur les ondes radios et qui a pleinement profité de l'essor de MTV aux États-Unis au milieu des années 1980. Historiquement, des groupes comme REO Speedwagon, Foreigner ou Journey ont initié dans les seventies ce style typiquement américain, vite rejoints et dépassés dans les 80's par des blockbusters comme Bon Jovi, Night Ranger ou encore Europe ("the final countdown") sur le vieux continent. Des groupes européens issus de la NWOBHM comme Def Leppard avec leur hit planétaire "Photograph", Heavy Pettin' ou même Saxon à partir de leur album "Crusader" ont délaissé peu à peu le heavy metal traditionnel de leurs débuts pour se rapprocher au fil des ans du style hard FM, essentiellement pour prendre pied sur le marché américain en respectant un certain calibrage commercial leur assurant une programmation radio maximale. Bien que n'ayant jamais été stylistiquement associé au heavy metal, le groupe de hard-rock américain Van Halen a connu la même évolution avec son album "MCMLXXXIV" (1984) et le single "Jump" qui restera plusieurs semaines no 1 au Billboard Hot 100.

### Diversification des sous-genres

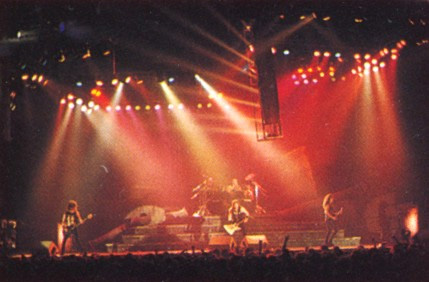
Metallica, lors de la tournée promotionnelle de leur album ...And Justice for All, renommée Damage Justice Tour (1988).

Beaucoup de sous-genres du heavy metal sont apparus durant les années 1980. Plusieurs personnes ont essayé de faire une carte du monde complexe du metal underground, particulièrement les éditeurs du guide en-ligne "Allmusic", ainsi que le critique Gary Sharpe-Young. Les encyclopédies du metal multi-volumes de Sharpe-Young séparent le metal underground en cinq catégories majeures : thrash metal, death metal, black metal, power metal, et, finalement, les sous-genres très proches du doom metal et du metal gothique.
En s'écartant des racines hard rock, un genre qui a été influencé par le punk hardcore émergea dans les années 1980 : le thrash metal dont le son était plus agressif, plus bruyant et plus rapide que celui des groupes de metal originaux ou des groupes de glam metal de l'époque. Les partitions de guitares étaient souvent techniquement plus complexes. Ce sous-genre fut popularisé par ce que certains appellent aujourd'hui le Big Four Of Thrash (Les Quatre Grands du Thrash) : Anthrax, Megadeth, Metallica, et Slayer. D'autres groupes comme Testament et Exodus, tous deux de Californie, Overkill, du New Jersey, Voivod, du Québec, et les brésiliens Sepultura ont eux aussi eu un fort impact. À l'exception de Metallica, qui vendait constamment des millions de disques et qui ont même été 6e au Billboard avec leur album ...And Justice for All durant les années 1980, le thrash était plus underground en termes de ventes et de couverture média comparé à d'autres sous-genres populaires. Pendant les années 1990, les ventes des groupes de thrash ont augmenté, particulièrement celles du Big Four.

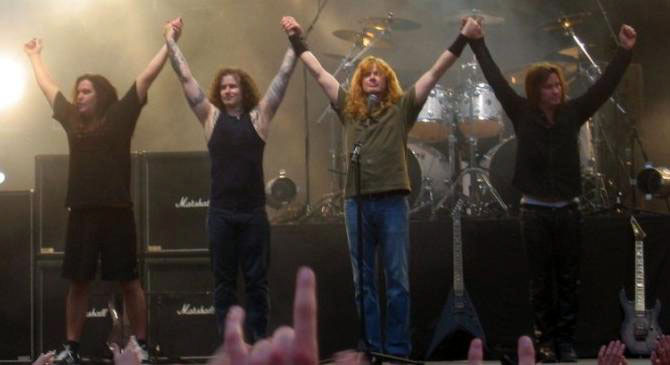
Megadeth, un des groupes du Big Four Of Thrash (2005)

Le metal progressif, une fusion entre le style des groupes comme Rush, King Crimson et le heavy metal est apparu dans les années 1980. Ses innovateurs, dont Fates Warning, Queensrÿche, Dream Theater et Threshold, se sont réjouis du bon accueil et de leur succès à l'époque du glam metal.
À une époque où le thrash metal faisait sa loi dans le monde du metal underground, un nouveau genre connu sous le nom de doom metal (commençant dans les années 1980 avec des groupes comme Saint Vitus) prit une différente direction. Au lieu de mettre l'accent sur la vitesse, les groupes de doom metal ont ralenti leur musique. Les thèmes, styles, et approches du genre ont été très influencées par Black Sabbath, et ces influences ont résisté jusqu’à aujourd'hui. Dans le début et le milieu des années 1990, le thrash commença à évoluer et à glisser vers des genres de metal plus extrêmes, comme le death metal et le black metal. Beaucoup de groupes de death metal décidèrent d'augmenter leur niveau de vitesse et de technicité pour créer un son qui n'avait jamais été entendu jusque-là. Même si le jeu de guitare très technique restait très important (comme dans la plupart des genres de metal), le death metal a aussi donné un rôle capital à des batteurs de qualité. Les techniques vocales du death metal sont généralement plutôt "dures" et peuvent être des grognements gutturaux, des cris très hauts et aigus, ou d'autres vocalisations du même genre qu'on ne trouve pas dans d'autres styles de musique. En complément des voix agressives et profondes, on trouve des guitares sous-accordées soumises à de hauts niveaux de distorsion et des percussions extrêmement rapides qui utilisent beaucoup de double-pédale (batterie équipée d'une pédale double sur la grosse caisse, afin d'augmenter la vitesse de jeu). Des changements de tempo et de durée de mesure ne sont pas rares. Le death metal, terme qui vient probablement de la chanson Death Metal de Possessed, tiré de leur album Seven Churches, avec Possessed et Death comme groupes prééminents, évoluera plus tard en sous-genres divers et variés qui incluront beaucoup de groupes comme Suffocation, pionniers du brutal death.

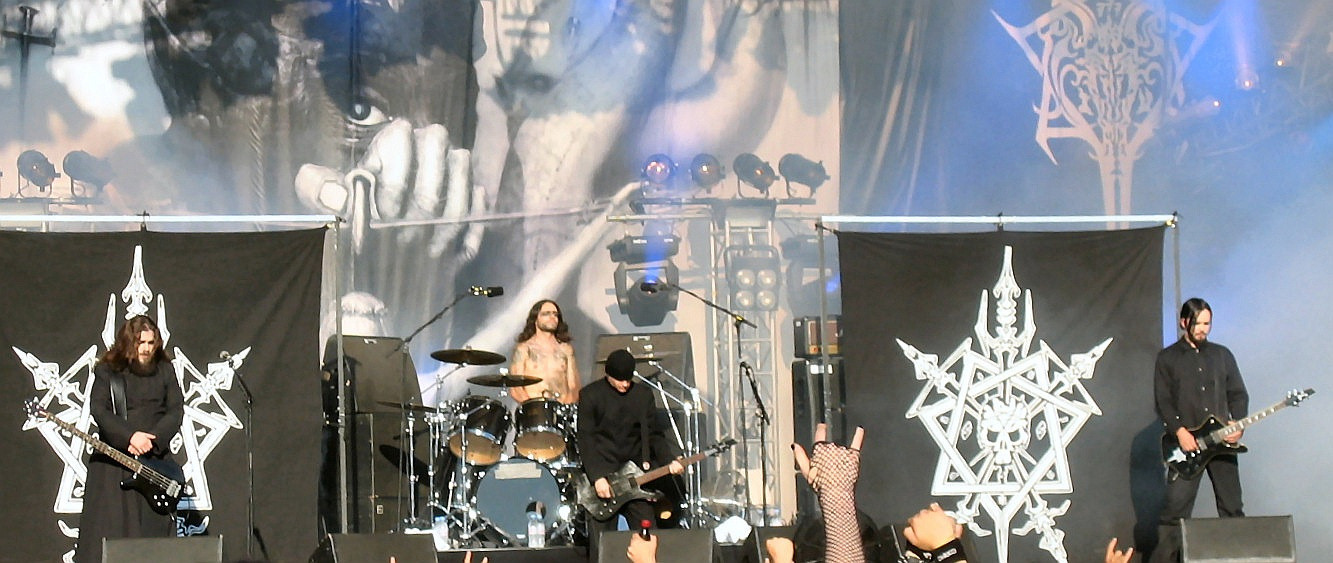
Celtic Frost fut l'une des plus grandes influences pour les groupes de black metal des années 1990 (2006).

Le black metal est un genre de metal extrême né en Europe et qui est peut-être l'un des genres de metal les plus underground (bien que quelques groupes de black metal symphonique comme Dimmu Borgir soient devenus très populaires). Les thèmes sataniques et païens sont très fréquents dans ce genre. Le black metal, terme initié par Venom, avec leur album Black Metal, a finalement créé un petit cercle de groupes qui seront ensuite associés à une violence considérable dans les années 1990. Le black metal peut varier considérablement dans la qualité de sa production et dans son style, bien que presque tous les groupes utilisent une technique vocale grognée et criée, des guitares soumises à de très fortes distorsion, et une atmosphère sombre. Les Danois Mercyful Fate sont souvent considérés comme les pionniers du corpse paint qui est fréquent dans le black metal. Bathory (généralement considéré comme l'un des premiers groupes de black metal, bien qu'il ait ensuite fait des albums centrés sur la musique viking), Celtic Frost et Mayhem étaient les groupes clef de l'époque, et l'un des groupes les plus connus et techniquement habiles était Emperor.
Depuis les années 1980 et durant les années 1990, le power metal, avec des groupes comme Helloween, a évolué dans une direction opposée au death metal et au thrash metal en gardant la vitesse, et l'intensité du heavy metal mais se concentrant plus sur des thèmes et mélodies épiques et positives. Le power metal contient généralement des chants "clairs" relativement hauts, similaires à ceux utilisé par les chanteurs de New wave of British heavy metal (comme Rob Halford ou Bruce Dickinson), contrairement aux grognements du death metal. Les groupes power metal traditionnels comme Manowar et HammerFall ont un son très proche de celui du heavy metal classique tandis que les groupes de power metal moderne comme Nightwish, DragonForce et Rhapsody (puis Luca Turilli's Rhapsody) ont souvent une forte influence symphonique basée sur les claviers, et parfois utilisent des orchestres ou des chanteurs (ou chanteuses) d'opéra. Le power metal a gagné une forte communauté de fans en Amérique du Sud et au Japon.

### Metal alternatif et nu metal

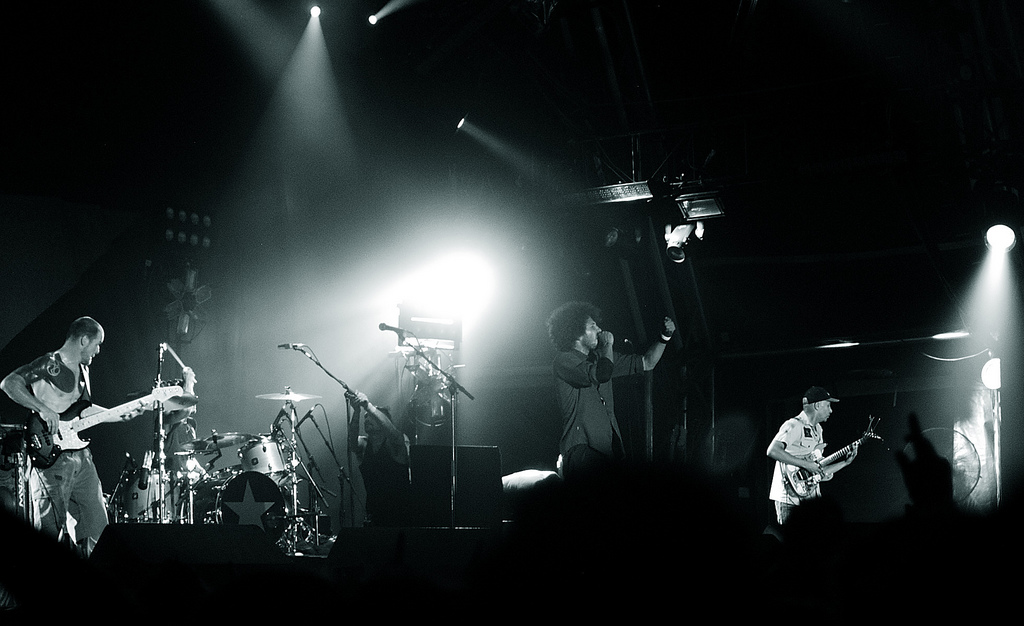
Rage Against the Machine, au Big Day Out de 2008.

La domination du metal a pris fin avec l'apparition de Nirvana et d'autres groupes de grunge qui ont annoncé la percée du rock alternatif au début des années 1990. D'après certains critiques, le succès de Pantera, dont le style de groove metal était également responsable du détrônement du metal populaire des années 1980, est aussi remarquable. Avec ces nouvelles percées, des groupes actifs durant les années 1980 commencèrent à devenir plus connus et à recevoir une plus grande attention de la part du grand public. Ce fut principalement le cas pour les groupes qui avaient fusionné le rock alternatif et le heavy metal et qui créèrent ce qui fut appelé le metal alternatif. Ce nouveau genre intégra des groupes divers et variés comme le groupe de grunge Alice in Chains, le groupe de rock alternatif Jane's Addiction, le groupe de noise rock White Zombie, et de nombreaux autres groupes influencés par d'autres genres alternatifs. Fishbone et les Red Hot Chili Peppers ont fusionné leur rock alternatif avec du punk, du funk, du hip-hop, et du metal, tandis que Danzig a suivi Glenn Danzig (ancien fondateur des Misfits et de Samhain) vers un heavy metal teinté d'influences blues à partir de 1987. Ministry commença à incorporer du metal dans leur musique industrielle, Primus a combiné des éléments de funk, de punk, de thrash metal, et de musique expérimentale, et Nine Inch Nails mélange le metal avec des éléments d'electronica, d'ambient, de synthpop et d'autres genres de musique électronique. D'autres, enfin, renaissent en popularisant efficacement leur musique, comme Alice Cooper et son album à succès Trash, incluant le tube particulièrement marquant, Poison.

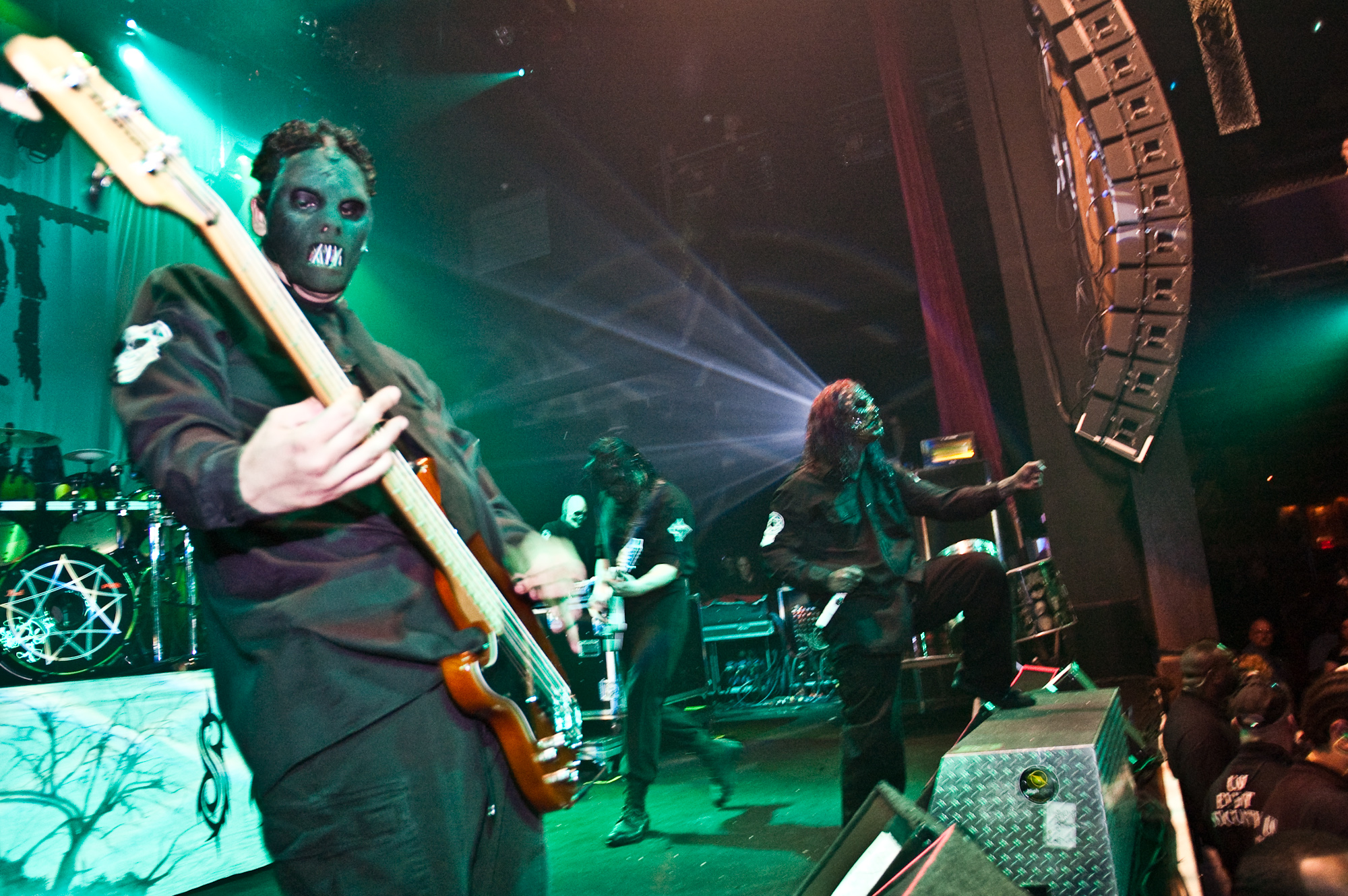
Slipknot en concert en 2005.

Tandis que le succès du metal alternatif augmentait, des groupes très différents comme Fear Factory, Helmet, Rage Against the Machine et Tool, influencèrent une nouvelle vague de groupes de rock (même si certains, comme Tool, n'apprécient pas d'être cités comme référence ou refusent de s'assimiler à cette nouvelle vague). Ces groupes n'étaient pas issus de la fusion précédente entre le rock alternatif et le heavy metal, mais d'un nouveau genre dérivé de cette fusion qui finit par se faire appeler le nu metal (néo metal en français). KoЯn, Deftones, System of a Down, Papa Roach, Limp Bizkit, Linkin Park, Disturbed, Slipknot et P.O.D. sont les groupes de nu metal les plus connus. Le nu metal a connu un bon succès populaire grâce à une forte publicité de la part de MTV et de la formation en 1996 du festival de musique Ozzfest, créé par Ozzy Osbourne, qui conduisit les médias à parler d'un renouveau du heavy metal. Le succès massif du nu metal a suscité de nombreux débats dans le milieu du metal, notamment pour savoir et s'il faisait partie ou non du metal. Les fans de metal extrême ou de metal underground, ou encore les puristes fans du « true metal » des années 1980 considèrent en général que ce n'est pas le cas.
Au début des années 2000, le festival Ozzfest a reçu de nombreux groupes de metalcore (citons par exemple Killswitch Engage - considéré comme le groupe fondateur du mouvement de par son ancienneté - Chimaira, God Forbid, Trivium, Bullet for My Valentine, Avenged Sevenfold...) et a contribué à la popularité de ce genre. Quelques-uns voient dans ce style un successeur du nu metal, tandis que d'autres croient qu'il deviendra populaire et à la mode de la même manière que le nu metal. Ici aussi, est suscité un débat dans le milieu du metal pour savoir s'il fait partie du metal ou non.

### Tendances duXXIesiècle
Au milieu des années 2000, une renaissance du heavy metal traditionnel a commencé à émerger avec des groupes dans le style des pionniers du genre, comme Led Zeppelin, Black Sabbath, et Deep Purple. Parmi ces nouveaux groupes influents on trouve Wolfmother, Witch, et le groupe irlandais The Answer. Ces groupes ont gagné la reconnaissance des médias de musique populaire récente, comme Revolver, Kerrang!, Guitar World, et en particulier Classic Rock, qui a élu The Answer meilleur nouveau groupe de 2005. Wolfmother a atteint le top 25 des ventes d'albums au Royaume-Uni et top 22 sur le magazine Billboard américain.
Durant la même période, plusieurs groupes se reforment et aident ainsi à faire renaître l'intérêt perdu pour le style « metal classique ». La réunion de Black Sabbath avec leur chanteur initial en 1997, tout comme celle de Judas Priest avec leur premier chanteur en 2003, ainsi que de nombreux autres, aident à attirer l'attention d'un public plus jeune vers des groupes plus anciens. Ces groupes se sont généralement réunis des années après leur séparation avec l'idée d'un concert unique, mais ont décidé de rester ensemble plus longtemps. Un des phénomènes qui s'observe en parallèle de cette résurgence du heavy metal originel est la montée en popularité des groupes de doom metal et des sous-genres qui en découlent (stoner, sludge metal...). Cette famille du metal, le plus souvent par méconnaissance du public, n'avait jusqu'à présent connu qu'un succès mineur auprès du public en comparaison de la popularité de nombreux autres genres qui amassent des millions de fans à travers le monde (NWOBHM, thrash metal, power metal, death metal, black metal, metal symphonique...). Le fait que Black Sabbath, un des groupes référence du phénomène retour aux sources des années 2000, ait été dans les années 1970 un pionnier dans l'élaboration du doom metal contribue en partie à cette mise en valeur de ce sous-genre du metal qui n'a réellement commencé à se diversifier à partir des années 1980 et qu'auprès d'un public connaisseur et minime en nombre. D'une manière générale, les années 2000 voient également la reformation et/ou la remise a l'honneur de nombreux groupes de metal des années 1970 et 1980 qui avaient connus une période déclinante dans les années 1980 (heavy metal traditionnel, hard rock) ou dans les années 1990 (thrash metal, glam metal...)

## Caractéristiques
Le metal se caractérise par la dominance de la guitare électrique et de la batterie, ainsi que par une rythmique puissante. Il puise ses influences dans le rock, la musique classique et dans le blues. Toutefois, comme il englobe de nombreux sous-genres qui se sont démarqués les uns des autres de par leurs propres variations stylistiques, il existe désormais une très grande variété de sons et de styles au sein du genre dit metal. Selon le site AllMusic, « de la kyrielle de formes musicales engendrées par le rock 'n' roll, le heavy metal constitue la plus extrême en termes de volume sonore, de machisme et de théâtralité ».

### Instruments et sons
Dans sa configuration instrumentale la plus fréquente, un groupe de metal reprend le dispositif instrumental du rock traditionnel composé d'une batterie, d'une basse, d'une guitare rythmique, d'un guitariste soliste (« lead » faisant référence au rôle d'une guitare jouant solos, insertions et/ou mélodies, par opposition à celui d'une guitare rythmique, faisant office d'instrument d'accompagnement) et d'un chanteur (qui peut jouer ou non d'un instrument). Les claviers (surtout l'orgue numérique et, parfois, le mellotron), le violon et le violoncelle (pour Apocalyptica par exemple) et même les platines de DJ (Sid Wilson du groupe Slipknot ou encore Joe Hahn du groupe Linkin Park) sont relativement répandus dans les premiers groupes de heavy metal mais, graduellement, leur utilisation est devenue de moins en moins fréquente. Le kit de batterie dans certaines formations est enrichi d'une double grosse caisse et de nombreux toms et cymbales. Au sein des groupes des années 2000, les claviers (tout particulièrement les synthétiseurs) et les échantillons sonores sont en vogue dans certains sous-genres, tandis qu'ils sont rejetés par d'autres. Certaines tendances stylistiques (metal symphonique notamment) font également appel à des formations extérieures comme des orchestres symphoniques, tandis que le folk metal peut avoir recours à des instruments traditionnels (bouzouki, vielle à roue, flûte, etc).

#### Guitare

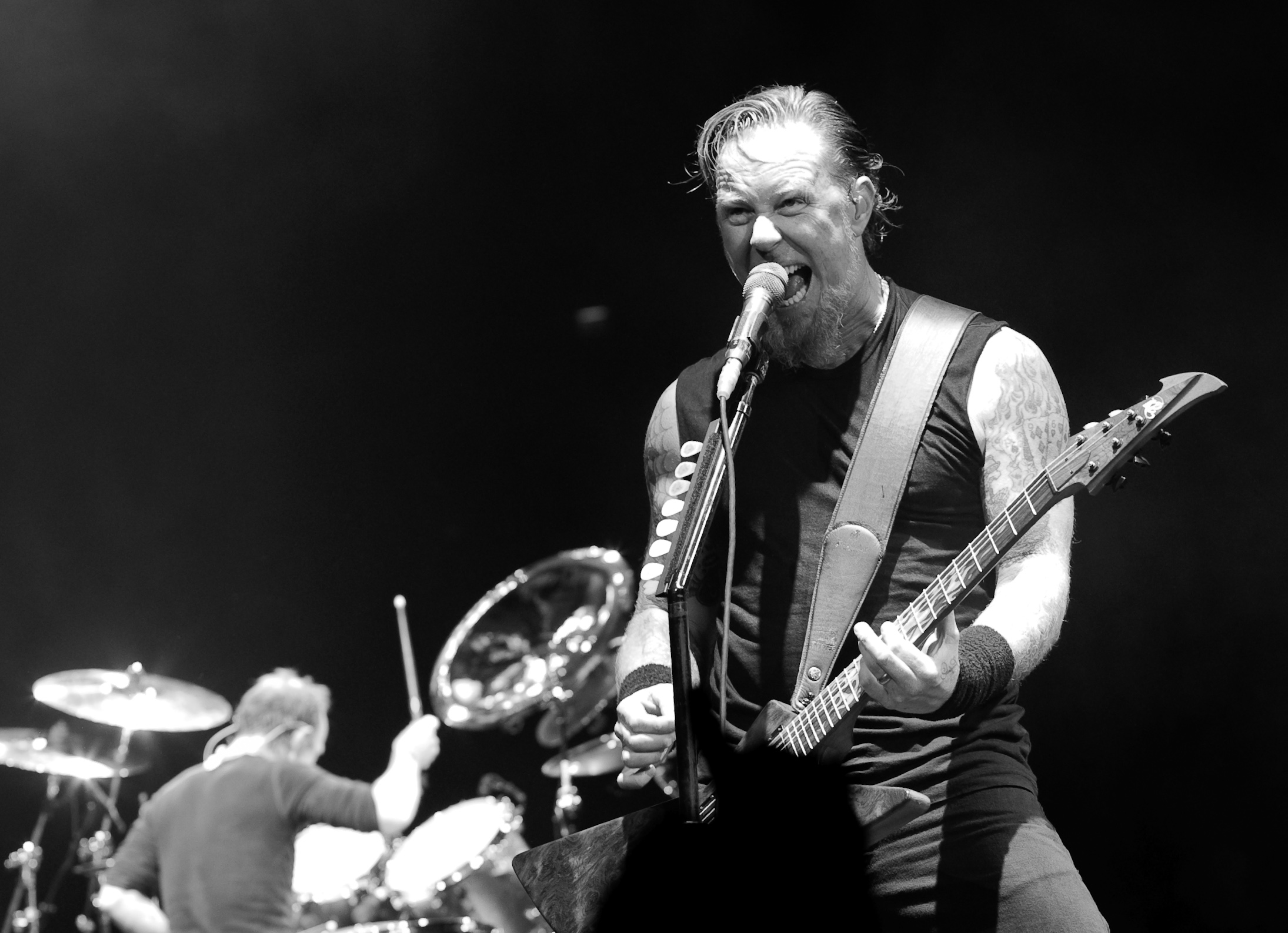
James Hetfield, un des guitaristes de Metallica, en 2008.

La guitare électrique, alliée à la puissance sonore qu'elle propulse grâce à l'amplification, constitue l'élément-clé du metal. La distorsion du son de guitare est utilisée pour créer un son plus puissant et plus lourd. Au fil de l'évolution du genre, les solos de plus en plus complexes et les riffs deviennent la marque de fabrique de la musique heavy metal. Pour un jeu rapide, les guitaristes utilisent les techniques du sweeping et du tapping, d'autant que nombre de sous-genres encouragent la virtuosité au détriment de la simplicité.
Au cours de la première moitié des années 1970, commencent à émerger des groupes qui utilisent beaucoup de basse et de guitariste « lead » — notamment Black Sabbath, Led Zeppelin, et Deep Purple, suivis par des groupes qui utilisent deux guitares leads tels que Scorpions, Thin Lizzy ou Judas Priest, tous célèbres pour leurs paires de guitaristes capables d'assurer tant les solos et les mélodies que les accompagnements et les harmonies. Bon nombre de groupes, comme Iron Maiden ou Def Leppard, ont alors pour habitude de faire alterner au sein d'un même morceau les jeux de leurs deux guitaristes, qui endossent tour à tour les rôles de guitariste rythmique et de guitariste « lead ».
Les riffs de guitares constituent un élément central de nombreux styles de metal.

#### Basse

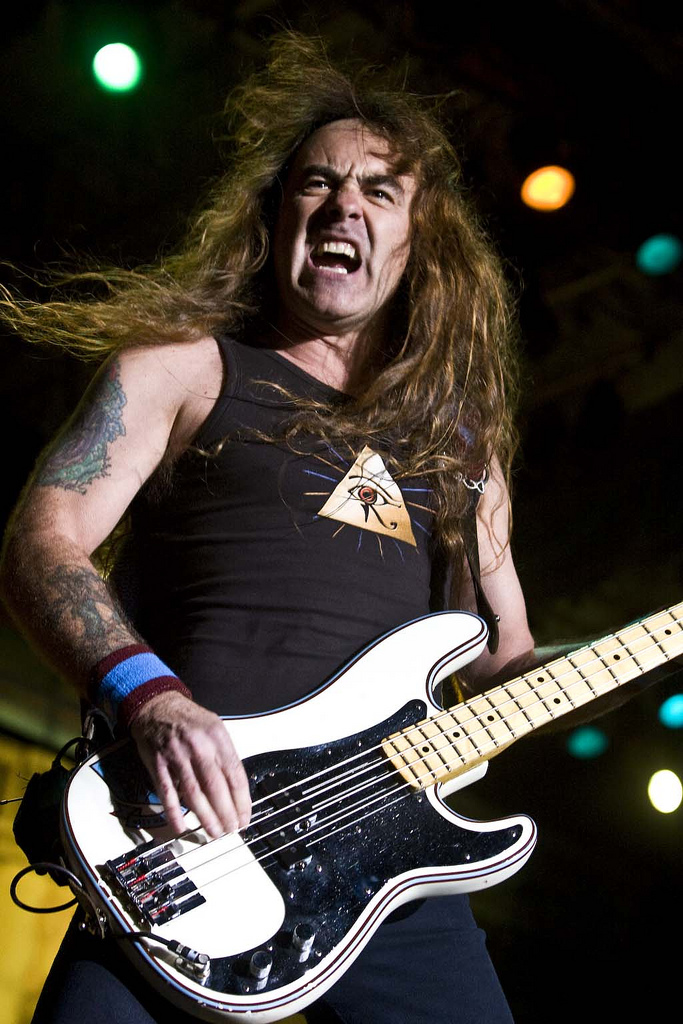
Steve Harris, bassiste d'Iron Maiden.

Dans le metal, contrairement à des styles comme le jazz ou le funk, la basse tend généralement à assumer le rôle traditionnel d'un instrument de registre grave, en effet, la basse est généralement utilisée pour doubler à l'octave les parties graves de la guitare rythmique pour mettre en relief la base harmonique des riffs. À ce titre, le rapport de la basse et de la guitare rythmique peut être dans une certaine mesure comparé au rapport contrebasse / violoncelle des ensembles instrumentaux classiques, où la contrebasse vise le plus souvent à doubler à l'octave la ligne du violoncelle. À ce rôle de base de doublure de la guitare, les bassistes ajoutent parfois aussi des notes d'ornements ou des notes de passage pour enrichir leurs lignes. La basse est aussi souvent utilisée pour jouer des pédales d'harmonie en fond, tandis que les guitares jouent différentes harmonies par-dessus.
En dehors du rôle traditionnel qui lui est le plus souvent assigné, il arrive parfois que la basse joue un rôle plus autonome et plus indépendant de la guitare. C'est notamment le cas chez Cliff Burton dans Metallica, où la basse pouvait jouer parfois un jeu de dialogue avec la guitare (exemples : For Whom the Bell Tolls et Orion), ou encore chez Steve Harris d'Iron Maiden, où les solos de basse permettent de créer des ponts mélodieux entre les différentes sections d'une même chanson, et de ce fait participant activement à la fluidité musicale (exemples : Iron Maiden (la chanson), For the Greater Good of God, ...). L'indépendance de la basse est souvent un élément récurrent dans le metal alternatif et un rôle fondamental dans le style Funk metal, qui reprend l’importance attribuée à la basse dans le funk, comme c'est le cas d'un groupe comme Infectious Grooves qui joue souvent des lignes totalement différentes de celles de la guitare.
Les lignes de basses sont normalement jouées grâce aux frôlements des doigts sur les cordes (certains jouent à deux doigts, index et majeur, d'autres rajoutant l'annulaire, comme Patrice Guers du groupe Rhapsody, puis Luca Turilli's Rhapsody). Mais dans les lignes rapides qu'exige le style, certains bassistes préfèrent utiliser le médiator (ex. : Jason Newsted, Lemmy Kilmister) pour augmenter leur vitesse de jeu. De plus, cela donne un son plus incisif et métallique au son habituel de la basse. Il existe également le slap, rarement utilisé dans les branches traditionnelles du metal, mais très largement dans le metal alternatif, le bassiste de Korn, Fieldy, en est un bon exemple.

#### Voix

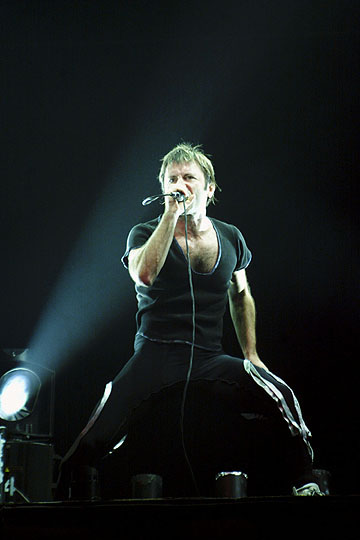
Bruce Dickinson, chanteur du groupe Iron Maiden.

Les techniques vocales utilisées dans le metal varient grandement d'un groupe à l'autre. L'habileté vocale des chanteurs peut s'observer aussi bien dans les voix théâtrales couvrant plusieurs octaves de Rob Halford (Judas Priest) et de Bruce Dickinson (Iron Maiden) que dans les techniques vocales volontairement bourrues de Lemmy Kilmister (de Motörhead). Dans le death metal, est utilisée la technique vocale du grunt, popularisée par Jeff Becerra de Possessed, ainsi que le chant éraillé dans le black metal ou encore le « pig squeal » dans le grindcore. On notera l'utilisation d'une voix basse voire basse profonde, popularisée par Till Lindemann (Rammstein) bien présente dans la Neue Deutsche Härte dérivé du metal industriel, un style a récupéré l'utilisation assez récurrente de voix modifiées électroniquement comme Al Jourgensen (de Ministry ; issu de la musique industrielle).
Au milieu des années 1990, une évolution du chant émerge dans les groupes de metal/nu metal. Ainsi, pour beaucoup de groupes, le chant devient alterné ; cela consiste à passer des vocaux clairs-mélodiques au chant éraillé. Ce type de vocaux apparaît avec des chanteurs comme Jonathan Davis (Korn), Corey Taylor (Slipknot) ou Chester Bennington (Linkin Park). Plus récemment, certains groupes (tout particulièrement ceux de metal symphonique) tendent à intégrer des chanteurs qui maîtrisent les techniques du chant lyrique, c'est-à-dire le chant typique de l'opéra et de la musique vocale classique, comme Tarja Turunen (ex membre de Nightwish) ou Sarah Jezebel Deva (Cradle of Filth, Therion).

#### Batterie

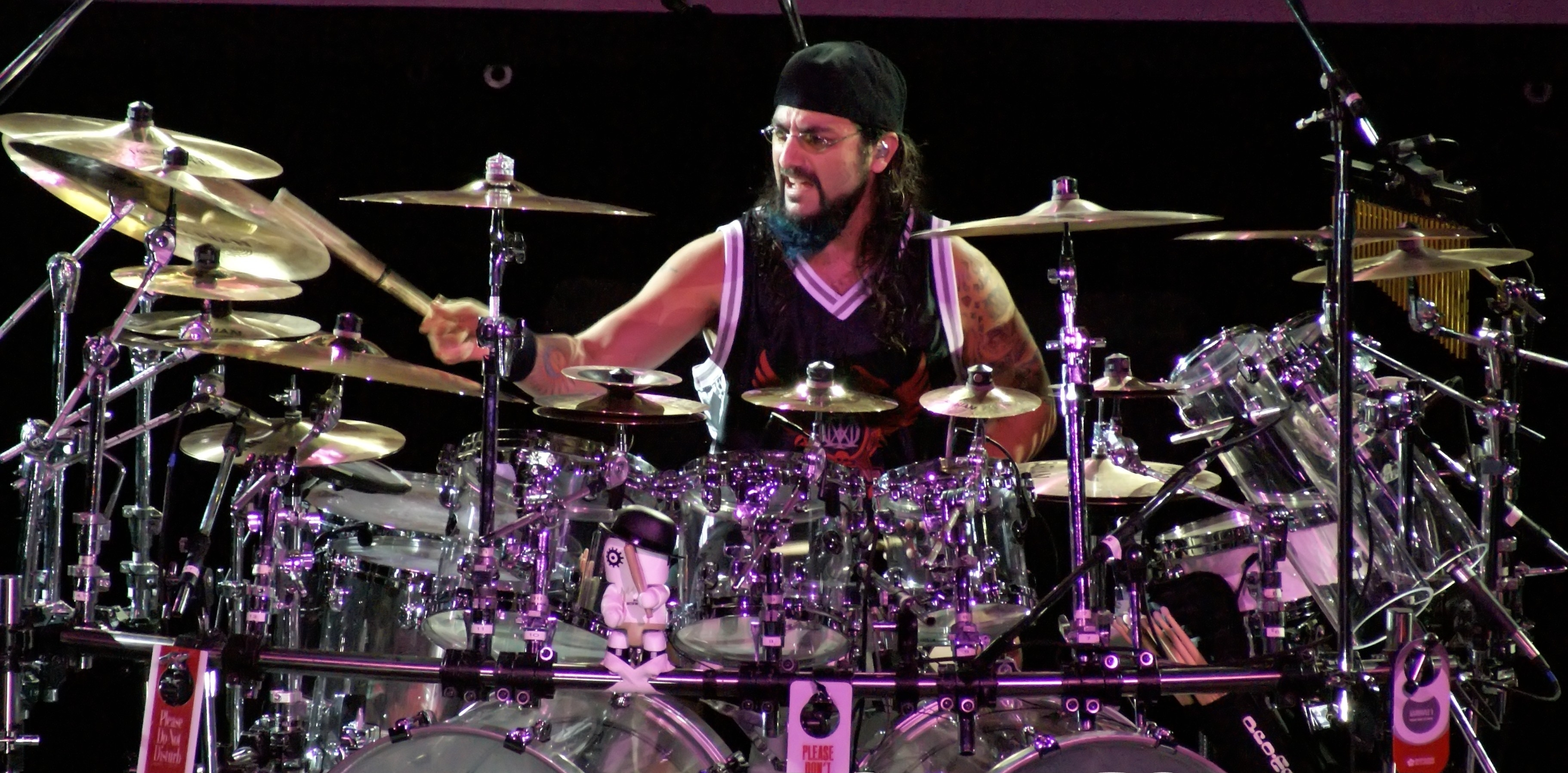
Mike Portnoy, batteur de Dream Theater.

À l'origine, côté percussions, le heavy metal reprenait les techniques de jeu traditionnelles du rock. Mais de nombreux sous-genres ont par la suite popularisé certaines techniques spécifiques comme la double pédale, les skank-beats et, tout particulièrement, les blast beats. Ces techniques de jeu permettent de créer des phrases rythmiques dynamiques et fulgurantes qui soulignent et ponctuent la dynamique des guitares.
- La double pédale de grosse caisse fut introduite dans le heavy metal avec les premiers essais de speed metal — Judas Priest avec Exciter (1978), Motörhead avec Overkill (1979) et Accept avec Fast as a Shark (1982)[40] — puis entérinée par les premiers groupes de thrash au début des années 1980. Cette technique est très fréquemment utilisée dans le speed, le power metal, le thrash, le death et le black metal. Elle se caractérise par le recours à une technique de jeu synchronisé des pieds dans laquelle les pulsations sont réparties alternativement sur deux pédales, permettant de créer des phrases rythmiques fulgurantes à la grosse caisse. À noter cependant que Bobbie Clarke, batteur de Vince Taylor, dès les années 1960 utilisait cette technique de double-pédale de grosse caisse, suivi en cela par des batteurs tels que Ginger Baker ou Keith Moon.
- Les skank-beats, popularisés par le hardcore et adaptés par les premiers groupes de thrash, consistent à jouer en réduction sur deux temps une phrase rythmique de rock classique de quatre temps, ce qui donne une illusion d'accélération de la musique par deux alors même que le tempo n'a pas augmenté. C'est le rythme typique du thrash metal.

- Les blast beats, caractéristiques des groupes de black metal, death metal et grindcore, désignent une technique et un motif rythmique très rapides consistant à jouer en réduction rythmique sur un seul temps une phrase rythmique de rock classique de quatre temps (deux successions grosse caisse/caisse claire en double croche), ce qui donne une illusion d'accélération de la musique par quatre. L'effet obtenu génère une impression dite de « mur de son »[41]. Cette technique fut employée pour la première fois dans le hardcore punk par le groupe Dirty Rotten Imbeciles (DRI) en 1983[41]. Elle fut introduite dans le metal par Charlie Benante des groupes Anthrax et Stormtroopers of Death, Mick Harris de Napalm Death et Pete Sandoval de Morbid Angel.

#### Volume sonore

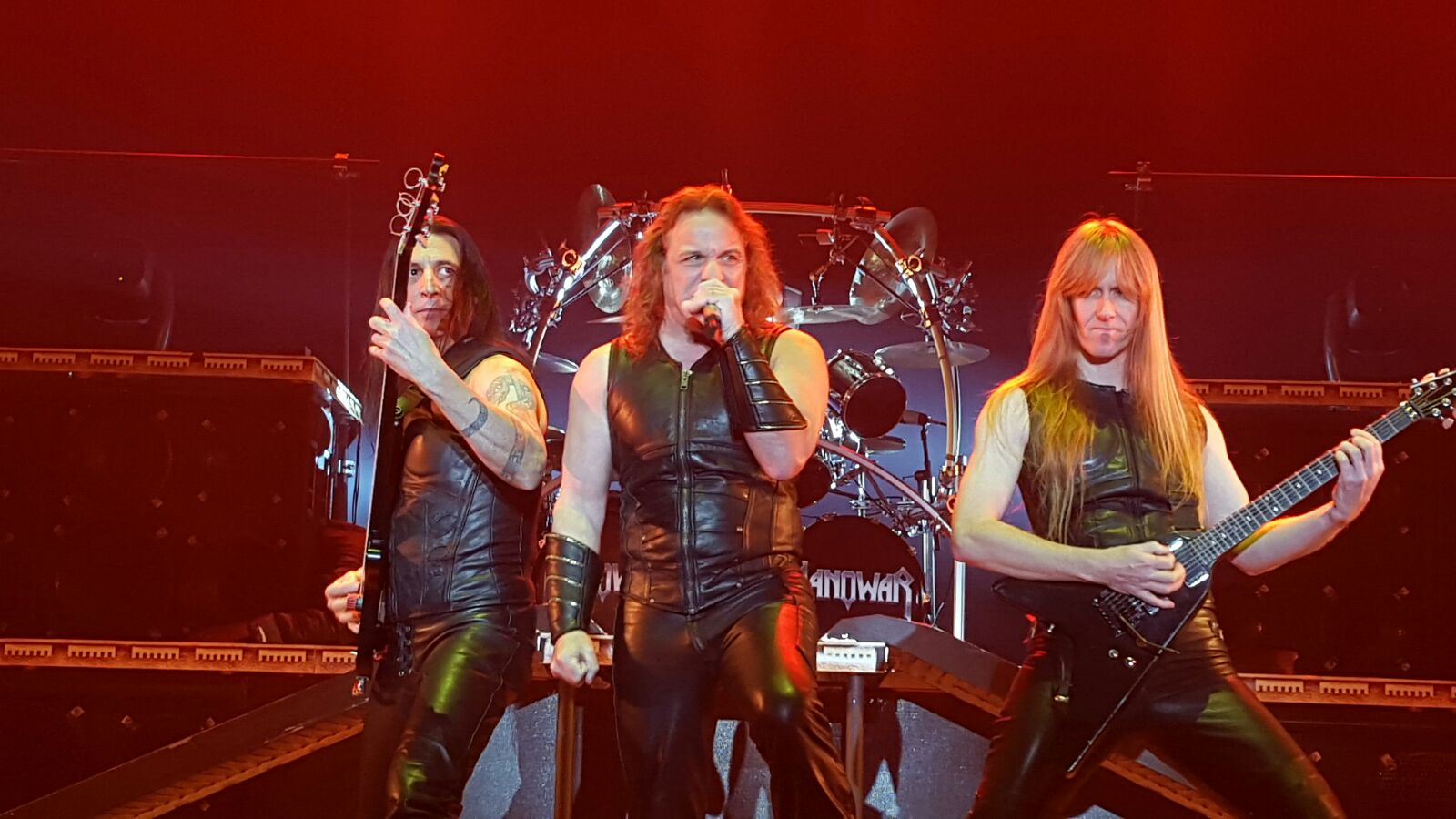
Le groupe Manowar, connu pour être le groupe jouant avec le plus fort volume sonore sur scène.

Le volume sonore produit en concert est souvent considéré comme partie intégrante du folklore du heavy metal, au même titre que tout le reste. En s'inspirant des arrangements live de Jimi Hendrix et des Who (qui se sont vu attribuer la distinction du « Groupe le plus bruyant du monde » par le Livre Guinness des records), les premiers groupes de metal ont repoussé les limites de référence en matière de volume sonore lors des spectacles. Plus récemment, Manowar, groupe célèbre pour ses volumes de jeu hors norme, a été répertorié par le Guinness comme le groupe jouant le plus fort au monde, à l'occasion de la seconde édition du Magic Circle Festival à Bad Arolsen en Allemagne le 9 juillet 2008. En effet, lors des balances, un volume atteignant 139 db a été mesuré sur la chanson Call to Arms issue de l'album Warriors of the World. Ce groupe a la particularité de réussir à allier la puissance sonore à la conservation d'un son audible de grande qualité, grâce au recours à un matériel de pointe.
Tony Iommi, le guitariste de Black Sabbath, est un exemple parmi tant d'autres de musicien ayant souffert de problèmes auditifs liés au volume excessif de ses propres concerts. Ainsi, le rocker américain Ted Nugent ou le guitariste Pete Townshend des Who sont presque sourds. De nombreux artistes, comme le guitariste Edward Van Halen ou Joey DeMaio de Manowar, entre autres, montent sur scène avec des bouchons d'oreilles, pratique qui est aussi largement répandue dans le public.

### Langage musical

#### Rythme et groove
En ce qui concerne la rythmique, le heavy metal se caractérise par un groove spécifique s'appuyant fréquemment sur des phrases rythmiques en staccato (à travers un large emploi du palm mute). Des phrases rythmiques s'appuyant sur de courtes figures rythmiques égales binaires ou ternaires (le plus souvent en croche ou double croche) en mesure 4/4 le plus souvent. En termes plus métaphoriques, cela veut dire que le metal se caractérise souvent dans son ensemble par des rythmiques dynamiques et saccadées, réalisées à partir de petites cellules rythmiques sèches juxtaposées les unes aux autres. Beaucoup de groupes reprennent ensuite cette trame de base en l'agrémentant de diverses variations à travers des ornements mélodiques ou des syncopes. Il se caractérise également par un usage récurrent de longues valeurs rythmiques (en ronde, voire s'étendant sur plusieurs mesures), dans les chansons à tempo lent : autrement dit, des accords oppressants qui résonnent longuement grâce à l'amplification.
Dans les sous-genres de metal, ce groove de base reste toujours fréquent mais il présente diverses variations selon les genres : le power metal, le thrash et le death l'ont accéléré avec des rythmes en trémolo, tandis que les groupes de black metal ont tendance à délaisser le staccato dans leur trémolo pour les jouer en legato (sans palm mute). Dans le doom et le metal gothique, c'est plutôt l'emploi de valeurs longues en ronde qui sera exploité plus en profondeur. Les groupes de metal progressif eux aussi reprennent souvent le groove de base mais l'adaptent à d'autres mesures (5/4, 7/4, 5/8, 7/8, etc.).

#### Accords
L'une des caractéristiques du heavy metal réside dans sa grande utilisation du power chord, et tout particulièrement des accords s'appuyant sur la relation fondamentale/quinte, qui sont de loin les plus utilisés de tous. On rencontre parfois d'autres types de power chords :
- fondamentale/tierce mineure ou fondamentale/tierce majeure (très fréquents chez Metallica) ;
- fondamentale/sixte mineure (fréquents chez Judas Priest, Iron Maiden, Accept, Metallica) ;
- fondamentale/quarte parfaite (Accept en fait un large usage) ;
- et aussi la quinte diminuée/quarte augmentée.

#### Harmonie
Le heavy metal s'appuie par nature sur le riff, la base fondamentale du genre. Les riffs sont souvent construits autour d'un certain nombre de traits harmoniques particuliers :
Le heavy metal privilégie généralement les modes mineurs qui sont culturellement associés aux connotations plus sombres et plus tristes. Il fait un large emploi de progressions d'accords résultant d'harmonies modales.
- Le mode de la (dit « éolien ») est tout particulièrement privilégié dans le heavy metal traditionnel[47]. Des progressions typiques du mode de La sont : I-VI –VII, I VII-(VI), I-VI –IV - VII ou parfois I - V(mineur)-I. Des exemples de ce type incluent les titres Breaking the Law de Judas Priest (riff principal : I - VI-VII), Hallowed be thy Name d'Iron Maiden (riff principal et phrases de couplet : I - VI-VII), et Princess of the Dawn d'Accept (riff principal : I - VI-VII).
- Le mode de mi (dit « phrygien ») est aussi largement utilisé dans le metal[47]. Les progressions harmoniques de type I-II(bémol) sont privilégiés. Des exemples de ce type incluent les titres Gypsy de Mercyful Fate (riff principal I-II-I-VI-V), Symphony of Destruction de Megadeth (riff principal s'articulant sur la succession II-I), et Remember the Fallen de Sodom (riff principal - la fin du riff implique une cadence phrygienne I-II-III).
- Le mode de si (dit « locrien ») ou du moins certaines de ses inflexions peuvent parfois aussi être utilisées à la place ou en alternance du mode de mi. Il est en effet proche structurellement du mode de mi mais inclut en plus un rapport de quinte diminuée entre son premier et cinquième degrés. Des exemples de ce type incluent les titres Painkiller de Judas Priest (le riff principal), et The Shortest Straw de Metallica (le riff principal inclut à la fois des inflexions du mode de mi et du mode de si).
- Le mode mineur harmonique est parfois utilisé (souvent en référence au classique). C'est en effet la gamme mineure typique du classique. Certains guitaristes virtuoses comme Yngwie Malmsteen, Ritchie Blackmore, Patrick Rondat ou encore Ulrich Roth sont des spécialistes de son emploi. Il est toutefois minoritaire en regard du mode de la, mi ou des relations harmoniques tendues.

Un des traits harmoniques les plus fréquents dans les divers sous-genres du heavy metal est l'emploi de relations harmoniques tendues s'appuyant sur le chromatisme, le triton ou d'autres intervalles dissonants et diverses instabilités tonales, comme l'emprunt d'accords à des tonalités éloignées dans un même phrasé. Plusieurs musicologues et musiciens ont noté le rôle du triton dans le heavy metal, un intervalle dissonant résultant de l'adjonction d'une fondamentale à une quarte augmentée (exemple Do-Fa#). L'emploi de cet intervalle avait été exclu de la musique médiévale à cause de son caractère jugé peu mélodique dans le plain-chant. Les moines le baptisent d'ailleurs Diabolus In Musica  (littéralement, « le diable dans la musique ») tant du fait de leur dédain à son égard que par association symbolique entre bon goût musical et morale chrétienne. En raison de cette association symbolique originelle, les sonorités de l'intervalle ont été, dans l'inconscient populaire, assimilées à quelque chose de diabolique. C'est pourquoi l'emploi du triton tend souvent à connoter, de nos jours, un sentiment « malsain » ou « maléfique », surtout quand sa dissonance est utilisée sans fonctionnalité tonale. Cet intervalle est tout particulièrement employé dans les solos et surtout dans les structures harmoniques mêmes, par exemple au début de la chanson Black Sabbath du groupe du même nom.
|  | Exemple typique d'une progression harmonique avec le triton (sol-do#) : le riff principal de la chanson Black Sabbath par Black Sabbath. |

Le heavy metal fait aussi un large usage des pédales d'harmonie en tant que bases des riffs. Une pédale d'harmonie est une note qui est tenue, généralement dans le grave (souvent la tonique, c'est-à-dire la note la plus importante du passage) par-dessus laquelle se succèdent différents accords étrangers à cette note (c'est-à-dire dissonants). Les pédales créent souvent des effets de tension et d'attentes. Dans le heavy metal, les riffs sont souvent construits à partir d'accords ou de motifs évoluant autour d'une note grave continuellement répétée (une pédale), le plus fréquemment en corde à vide sur les cordes graves de Mi, La ou Ré à la guitare ou à la basse. Un des exemples les plus parlants et les plus représentatifs est le riff d'ouverture de You've Got Another Thing Comin' de Judas Priest. Dans ce cas de figure, une guitare joue la pédale en fa# grave en continu tandis que la seconde guitare fait résonner trois power chords différents successifs (mi5, si5 et fa#5) par-dessus. Mais l'alternance ou la superposition entre pédales et accords peut aussi être réalisée par une seule guitare : exemple le riff principal de Fight Fire with Fire de Metallica : la pédale est la note Mi grave (en corde à vide) répétée en continu de façon très rapide et en alternance avec les power chords successifs de Sol 5, Fa# 5 et Fa 5. Ces accords sont des accords étrangers à cette note en ce sens qu'ils ne possèdent pas la note Mi dans leur constitution naturelle.
En raison de ces traits particuliers, une distinction spécifique s'est lentement dessinée entre heavy metal et hard rock. Si les deux s'appuient sur la mise en avant des guitares et sur une structure à base de riffs, le heavy metal diffère tout particulièrement du hard rock dans le fait que les structures harmoniques et mélodiques du blues sont remplacées par des progressions modales et des relations tonales instables (chromatisme, intervalles dissonants, progressions d'accords noyant l'orthodoxie tonale). Ainsi, les harmonies du heavy metal sont généralement plus froides et plus sombres que celles du hard rock.

### Thèmes

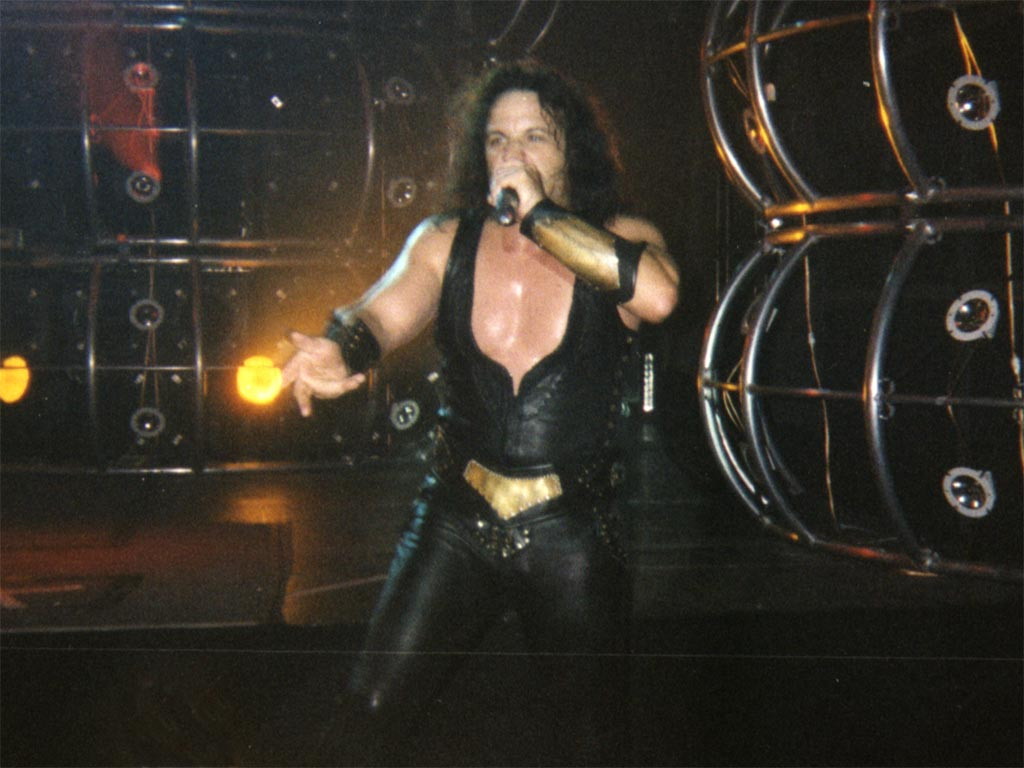
Eric Adams, chanteur de Manowar habillé de façon guerrière.

Comme souvent dans la musique populaire, l'imagerie et l'apparence occupent chez les groupes de heavy metal une place prépondérante. Les couvertures d'albums et les prestations en concert font autant partie de l'image d'un groupe que la musique elle-même. Par le biais du heavy metal, nombre d'artistes travaillent en collaboration dans le but de produire tous les éléments d'un album, chacun apportant à l'œuvre son talent particulier, en vue d'offrir au public un produit artistiquement riche. En cela, le heavy metal représente peut-être aujourd'hui davantage une forme d'art protéiforme, au service de la manifestation d'un univers particulier, plutôt qu'une forme singulière dominée par un seul et même mode d'expression. De fait, si la musique demeure la composante principale de l'univers du heavy metal, elle n'en est toutefois pas la seule, l'image de chaque groupe s'incarnant aussi au travers de l'artwork (les couvertures d'albums et les images de livrets), de la scénographie de ses concerts, du ton des paroles de ses chansons et du style vestimentaire de ses membres. L'illustrateur de heroic fantasy Ken Kelly, qui travaille principalement avec Manowar dans le domaine de la musique, a ainsi créé un personnage musculeux, sombre et vengeur qui illustre les albums de Manowar et qui fait dorénavant partie intégrante de l'image du groupe. Les illustrations participent à l'ambiance générale des albums en les étoffant d'un aspect visuel très important, grâce auquel le public peut se plonger plus rapidement dans l'univers de chaque groupe. Autre figure célèbre auprès des fans de heavy metal, Eddie, la mascotte d'Iron Maiden, apparaît sur la pochette de tous les albums du groupe.

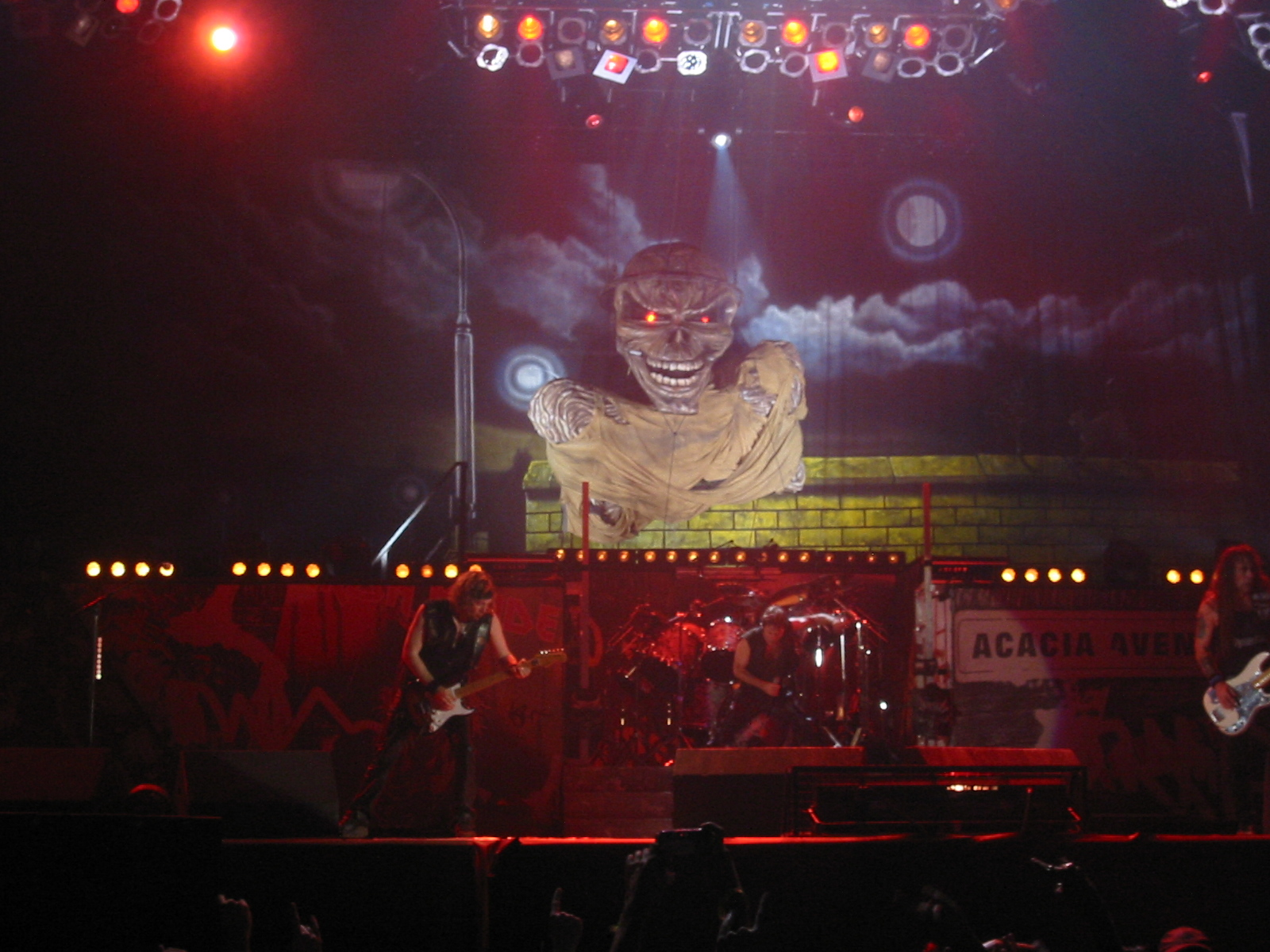
Eddie, mascotte du groupe Iron Maiden, en concert (2005).

Les historiens du rock ont tendance à considérer que, tandis que l'apport de la musique populaire occidentale donne au heavy metal son côté fantaisiste, à travers des paroles d'inspiration fantastique, dans le même temps, les racines blues dans lesquelles ce genre est ancré lui confèrent une touche plus réaliste, plus cathartique, davantage axée sur des sujets tels que la perte de l'être cher, le chagrin et la solitude. Tandis que les composantes auditives et thématiques du heavy metal sont majoritairement influencées par le réalisme du blues, les composantes visuelles le sont principalement par l'imaginaire de la musique populaire. Les thèmes du mal, du sombre, de la force et de l'apocalypse sont utilisés pour exprimer la réalité des problèmes de la vie. En réaction à la culture hippie peace and love des années 1960, le heavy metal se développe comme une contre-culture de type expressionniste dans laquelle la lumière est étouffée par l'obscurité et où la fin joyeuse des chansons pop cède la place à l'expression de la triste réalité de ce monde, où les choses ne s'arrangent pas toujours. Alors même que, selon certains fans, le message du heavy metal n'est pas sombre, ses détracteurs accusent le genre de glorifier les aspects négatifs de la réalité.
En dehors du fantastique, les thèmes abordés par le heavy metal sont généralement plus graves que ceux de la pop des années 1950, 1960 et 1970. Ils tournent beaucoup autour de la guerre, la menace nucléaire, les problèmes de l'environnement, la violence, la mort et la propagande politique ou religieuse. Entre autres exemples de chansons traitant de ces sujets, on peut citer War Pigs de Black Sabbath, Killer of Giants d'Ozzy Osbourne, ...And Justice for All (album) de Metallica, 2 Minutes to Midnight d'Iron Maiden, Civil War de Guns N' Roses, Balls to the Wall d'Accept, Refuse/Resist de Sepultura, Behind the Crooked Cross de Slayer et Mort aux cons de Tagada Jones.

### Influence classique
Comme le rappelle le musicologue Pr Robert Walser, le heavy metal, à l’instar de la plupart des formes de rock et de soul, prend ses racines, à l’origine, dans la musique afro-américaine. Mais il souligne également l’influence notable que la musique classique a pu exercer sur le metal. Les musiciens de heavy metal se sont, en effet, beaucoup inspirés des compositeurs baroques, romantiques et modernes comme Jean-Sébastien Bach, Niccolò Paganini, Richard Wagner et Ludwig van Beethoven,. Ce n’est pas la première fois, que la musique populaire s’inspire du classique. De nombreux musiciens populaires avaient déjà été attirés par ses ressources. Walser évoque notamment l’impact que de telles influences ont pu avoir sur le jazz, le Tin Pan Alley et le rock progressif. Mais les références au classique vont s’intensifier avec l’essor du hard rock et du heavy metal. De nombreux musiciens tels que Ritchie Blackmore, Jimmy Page, Edward Van Halen, Randy Rhoads, ou encore Yngwie Malmsteen, vont ouvertement s’inspirer de la musique classique. Walser parle même d’ « appropriation » de la culture classique. Nombre de musiciens de hard rock comme Blackmore, Rhoads, Van Halen, ou encore Steve Clark ont d’ailleurs reçu une éducation classique, à un moment donné de leur parcours musical. Pour illustrer son propos, le musicologue, prend notamment comme exemple la façon dont le solo de la chanson « Highway Star » de Deep Purple, reprend un certain nombre de schémas typiques de la musique baroque italienne, notamment celle d’Antonio Vivaldi. Blackmore construit une grande partie de son solo à partir de progressions d’accords (en marche d’harmonie) et de motifs mélodiques élaborés autour de cellules rythmiques en doubles-croches et d’arpèges ascendants, - aspects récurrents dans les concertos de Vivaldi. De façon similaire, le morceau « Eruption » par Van Halen présente là encore, dans sa dernière section, des figures rythmiques et mélodiques en sextolets similaires à ceux des concertos du prêtre roux. Le solo de « Mister Crowley », par Randy Rhoads est également construit sur une progression en marche d’harmonie typique des concertos baroques, bien qu’il se permette aussi de les faire cohabiter avec d’autres éléments musicaux étrangers à la musique baroque et classique. Outre le solo de la chanson, Walser relève également l’influence de la musique baroque dans l’introduction jouée avec les sons d’un orgue synthétisé. Pour l'introduction de Diary of a Madman (1982), Rhoads fait référence au compositeur de guitare classique cubain Leo Brouwer et, plus particulièrement, son Étude no 6.
Mais c’est aussi dans l’appropriation d’une certaine forme de virtuosité qu’on trouve dans la musique de compositeurs comme Bach, Vivaldi ou dans le style romantique de Paganini ou de Liszt. De nombreux musiciens de metal se réclament explicitement du modèle classique de virtuosité. Walser reconnaît toutefois que « la musique classique n’est, certes, pas le seul modèle de virtuosité, mais le prestige de ce répertoire a fait de ce modèle un de les plus influents ». Certains groupes ont parfois été jusqu’à solliciter les services d’orchestres au grand complet. Yngwie Malmsteen et Ritchie Blackmore furent parmi les premiers à écrire de la musique orchestrale adaptée à leur style. Puis les générations qui suivirent, venant du power metal, du metal gothique et du black metal (notamment des groupes comme Rhapsody, Luca Turilli's Rhapsody, Nightwish, Therion, Tristania, Emperor, Dimmu Borgir) ont poussé leurs influences classiques jusqu’à systématiser le recours à des ambiances plus ou moins symphoniques grâce notamment à l'emploi de synthétiseurs, certains comme Therion allant même jusqu’à s’offrir les services d'orchestres et de chœurs à chaque enregistrement. L'emploi du triton dans le metal, souvent traité en libre dissonance en dehors des règles fonctionnelles de résolution tonale, afin d'en faire resortir certaines connotations diaboliques, est un procédé qui, au départ, a émergé dans la musique romantique chez des compositeurs comme Liszt, Berlioz ou encore Gounod, et s'est généralisé sous la plume des compositeurs modernes comme Bartók, Stravinsky ou Schönberg. Tous ces compositeurs, en effet, l'utilisèrent tant pour ses sonorités aux connotations inquiétantes et sombres que pour sa fonction d'instabilité structurelle tonale. Mais malgré les différentes références et appropriations, le metal ne peut être considéré, à proprement parler, comme une forme de musique descendant du classique. Comme le souligne Walser, lui-même, le metal descend de la branche du blues. En termes de filiation, c'est la musique (savante) contemporaine qui, en tant que courant musical moderne actuel, se rattache historiquement au classique. Le metal et le classique appartiennent à des traditions culturelles différentes, le premier se rattache à ce qu’on appelle la musique populaire en général, tandis que le classique appartient à la tradition de la musique savante. Comme le remarquent les musicologues Pr. Nicolas Cook et Dr. Nicola Dibben : « Les analyses qui ont été faites de la musique populaire révèlent parfois l'influence de la musique savante, un exemple étant le lien qu'établit Walser entre le heavy metal et les idéologies, voire parfois même la pratique instrumentale du romantisme. Cependant, il serait faux d'affirmer que les traditions comme le blues, le rock, le metal, le rap ou la dance music descendent directement de la musique savante. »
Les musiciens de metal empruntent surtout des aspects relativement superficiels de la musique classique (des motifs, des mélodies, des gammes, voire une instrumentation orchestrale), cette pratique de réutilisation d'un matériau musical étant d'ailleurs traditionnelle et courante dans pratiquement tous les genres musicaux. Mais ces musiciens n’entendent pas pour autant se conformer à toutes les règles et procédés qui sous-tendent la complexité compositionnelle de la musique classique (et ce, même au sein des sous-genres de metal dits « néo-classique » ou « progressif », malgré leur érudition musicale). Par exemple, les guitaristes inspirés par Bach font rarement usage des structures contrapunctiques complexes caractéristiques de l’écriture de ce dernier. En outre, l'usage étendu des power chords dans le heavy metal (impliquant d'innombrables quintes et octaves consécutives appelés également quintes ou octaves parallèles) va à l'encontre des principes d'écriture fondamentaux de la musique classique : l'emploi de quintes consécutives tout particulièrement constituant une violation d'une règle d'harmonie fondamentale de son esthétique,,,. Enfin, le fait que de nombreux groupes se qualifient « symphoniques » en utilisant des synthétiseurs en lieu et place d'orchestres est contraire aux conceptions classiques. En effet, la pauvreté des sons artificiels d'un synthétiseur ne peut égaler la richesse acoustique d'un vrai orchestre symphonique.

## Impact socio-culturel

### Metal studies
Les études spécialisées sur ce genre musical sont florissantes. Il existe même, au sein du monde de la recherche, un champ académique, les metal studies, avec le rôle fondateur de la « First global conference, metal, music and politics » tenue à Salzbourg en 2008 et les rassemblements successifs qui ont généré un mouvement collectif à l’origine de l’ISMMS (International Society for Music Metal Studies) créé en 2013.

### Traditions culturelles

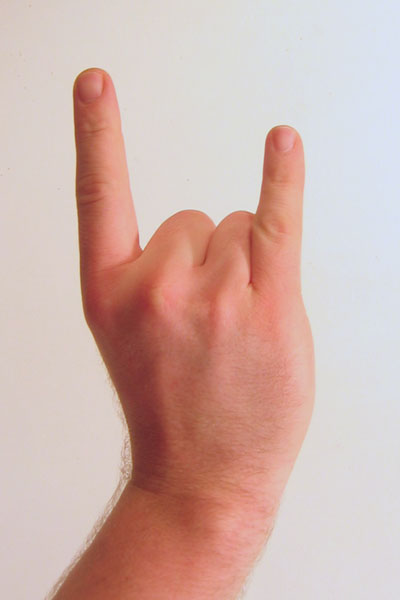
Les cornes.

De nombreuses caractéristiques du heavy metal se sont répandues au-delà de la scène. Par exemple, les « cornes » (popularisées par le chanteur de heavy metal Ronnie James Dio à l'époque de Black Sabbath), sont devenues quasi immanquables durant les concerts. D'autres pratiques, comme le headbang, le pogo, le stage diving, l'air guitar, le braveheart (ou Wall of death) et le slam, sont aussi fréquentes, bien que l'air guitar soit moins populaire aujourd'hui[réf. nécessaire].

### Metal et perception auprès du grand public

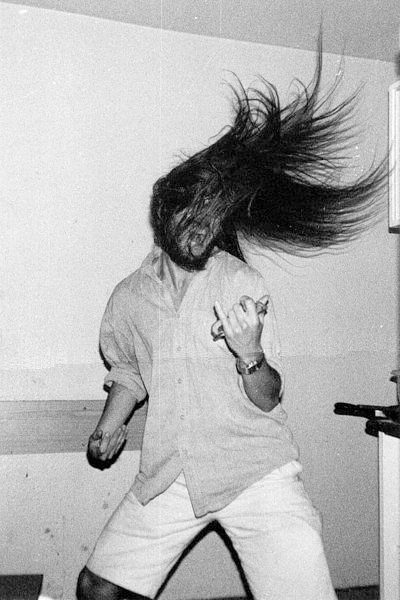
Headbang et Air guitar.

L'image agressive et provocatrice du heavy metal a parfois généré des préjugés, voire des attitudes hostiles de la part du grand public, et ce dans de nombreux pays. En effet, le grand public perçoit la culture heavy metal, principalement dans les sociétés conservatrices, comme un encouragement à l'hédonisme et à des sentiments anti-religieux. En Jordanie, par exemple, tous les albums de Metallica (sortis ou non) ont été interdits en 2001. En Europe et en Amérique, les fans de heavy metal, appelés metalleux ou metalheads, sont stéréotypés par le grand public comme étant attirés par le côté anti-social et fantastique des paroles du heavy metal, mais aussi par le volume élevé et le rythme de cette musique. C'est ainsi qu'apparut le stéréotype du headbanger, adolescent qui affiche sa rébellion en écoutant de la musique morbide et bruyante. Cette image a été mise en avant dans la culture populaire dans des émissions télévisées comme Beavis et Butthead ou dans le film Airheads. Le film Wayne's World sorti en 1992 offre un autre point de vue à travers deux héros attachants, mais décérébrés dans lequel toute une génération de « hardos » s'est à un moment reconnue. Les excès du heavy metal, illustrés par le glam metal, ont souvent été parodiés, et particulièrement dans le film This Is Spinal Tap (voir aussi le phénomène du « umlaut heavy metal »).
À l'inverse, l'anthropologue Sam Dunn dans son documentaire Metal: A Headbanger's Journey ainsi que de nombreuses études sociologiques comme celle de Deena Weinstein tentent de dissiper certains malentendus et remettent en cause bon nombre de clichés. D'autre part, la victoire en 2006 du groupe de hard rock/heavy metal finlandais Lordi au concours de l'eurovision contribue aussi à populariser le heavy metal en Europe.

### Satanisme

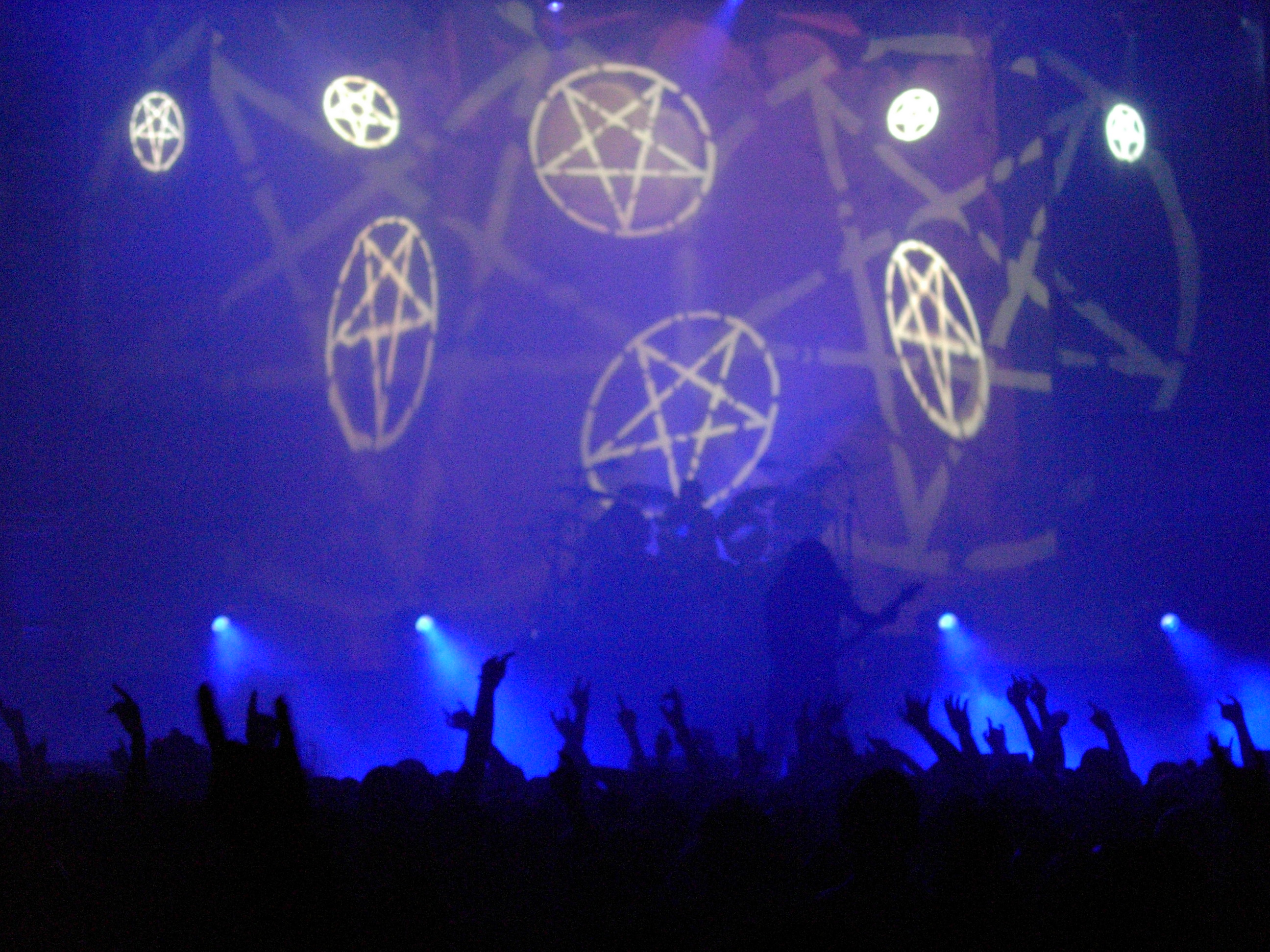
Pentacles inversés, symbole du satanisme, pendant un concert de Slayer.

Il a été souvent reproché aux adeptes de cette musique de prêcher des valeurs satanistes censées pervertir une jeunesse vue comme naïve et influençable. Dans un dossier enquêtant sur la question, le magazine Hard Force, remarquait que de tels préjugés ne sont pas nouveaux dans l'histoire de la musique :
« La musique depuis qu'elle existe et dès qu’elle s'écarte un peu des sentiers battus, est une cible de premier choix. Bien avant le metal, le blues et le rock ont subi les foudres des intégristes parce que, quand on est pas comme tout le monde, on est vite pris pour un fou ou pour un sataniste [...]. Depuis ses débuts, le metal traîne une image sulfureuse et joue avec, même si parfois le jeu lui échappe pour faire celui des conservateurs de tout poil. »
On a retrouvé ce genre de caractérisations de la musique et du public en France à l'occasion des polémiques sur le Hellfest.
Si certains groupes peuvent parfois se prendre au sérieux avec le satanisme (notamment Deicide, Morbid Angel ou Emperor par exemple), la grande majorité des groupes ne les prennent en fait que comme des éléments de folklore ou de fantastique sans aucune croyance. Par ailleurs, bon nombre d'autres groupes de metal n'y font tout simplement jamais référence.
Le plus souvent, le satanisme n'est utilisé que comme simple symbole culturel de rébellion sociale (et non religieuse),. Ainsi beaucoup de fans arborent des symboles sataniques (pentacle de Satan par exemple) sans réellement adhérer sérieusement à ce genre de pratique religieuse[réf. nécessaire]. Le magazine Hard Force soulignait, à ce propos, certaines implications métaphoriques, derrière ces apparentes références pseudo-sataniques - un niveau de lecture qui n'est pas toujours bien saisi par les croyants qui les prennent au premier degré. En effet, dans une certaine logique métaphorique, explique le magazine, Dieu représente le pouvoir, l'ordre social établi, les normes conservatrices et patriarcales. Or, utiliser de tels symboles est une façon provocatrice de bousculer certaines habitudes conformistes et normatives. Il arrive aussi que les références au satanisme soient utilisées explicitement pour viser la religion ou plus exactement les dogmes religieux, là aussi sans forcément adhérer sérieusement au satanisme. C'est notamment le cas d'un groupe comme Slayer[réf. nécessaire]. Il s'agit souvent, à travers ce genre de provocation, de choquer les croyants, mais aussi d'attirer l'attention sur certains aspects de la religion jugés négatifs tels que le dogmatisme irrationnel et oppressif de certaines croyances, l'intolérance, les abus sur mineurs, les guerres de religion, l'inquisition et les crimes commis au nom de la foi au cours de l'histoire. À cet égard, la critique de la religion s'avère un thème récurrent dans ce type de musique. Or, certains intégristes religieux vont parfois jusqu'à amalgamer une critique à de la haine anti-chretienne[réf. nécessaire].
Un autre malentendu rémanent associant à tort metal et satanisme est le symbole de la main cornue, un gimmick introduit sur scène par Ronnie James Dio (Rainbow, Black Sabbath) qui est rapidement devenu le signe de ralliement international des fans de hard rock et de heavy metal. Popularisé dans beaucoup de cultures latines, la mano cornuto, loin d'être un signe satanique, est au contraire une protection spirituelle un brin superstitieuse que le petit Ronnald James Padavona, élevé dans la tradition catholique romaine, voyait pratiquer fréquemment par sa grand-mère italienne dans le quartier de New-York où il a passé son enfance.
Plusieurs mouvements fondamentalistes chrétiens sont donc entrés en croisade contre cette musique, l'accusant d'avoir des accointances avec le satanisme. Un certain nombre d'ecclésiastiques se sont ainsi attaqués de façon très virulente au hard rock et au heavy metal. Il y a eu de nombreuses publications à caractère pamphlétaire aux titres que Fabien Hein juge « aussi hilarants qu’inquiétants » de la part notamment des télévangélistes américains ou du religieux canadien Jean-Paul Régimbald, qui ont pris au pied de la lettre cette imagerie et ont accusé des groupes comme Black Sabbath, Iron Maiden, Kiss, Mercyful Fate, Judas Priest, Led Zeppelin, Mötley Crüe, Ozzy Osbourne, Alice Cooper, Slayer et W.A.S.P. de satanisme à cause de leur tendance à évoquer des thèmes occultes dans leurs paroles. Toutes ces accusations s'avèrent en fait exagérées car aucun des groupes mentionnés n'adhère sérieusement au satanisme, et utilise essentiellement son imagerie folklorique comme une transgression sociale. En revanche, certains de ces groupes critiquent parfois sérieusement le dogmatisme et le puritanisme religieux en utilisant parfois volontairement des références satanistes dans le seul but de provoquer. Certains parmi eux sont pourtant même de confession chrétienne comme Alice Cooper, le fondateur du shock rock, ou Tom Araya, le chanteur de Slayer connu pourtant pour ses textes virulents contre les religions.
Mais cette musique ne saurait pourtant se réduire à une hostilité systématique vis-à-vis de la religion. Certains groupes de metal s'inscrivent au contraire dans une démarche prosélytique du christianisme, notamment les courants du « metal chrétien ». Le principal et plus ancien représentant de ce mouvement est le groupe Stryper, très lié aux mouvements évangéliques américains. Le groupe s'est rendu notamment célèbre dans les années 1980 pour avoir distribué des bibles dans la foule lors de ses prestations).
AC/DC, dont la popularité dépasse très largement la seule frange du public metal, fut également un temps accusé de dévoyer la jeunesse américaine avec leur L.P. Highway to hell, certains religieux décodant le nom même du groupe comme étant un acronyme subliminal signifiant « After Christ/Devil Comes » ou selon les versions « Ante-Christ/Devil's Child ». L'album Highway to Hell dès 1979 souleva des critiques de la part des religieux : que ce soit le titre éponyme (Hell étant pourtant en fait une référence au rythme épuisant des tournées du groupe), la pochette montrant Angus Young en créature diabolique (en fait une parodie d'un album des Stones), et certains titres accusés d'inciter au meurtre comme Night Prowler. L'album suivant, Back In Black, déclenchera pareillement la colère des fondamentalistes chrétiens U.S., notamment en raison du single Hells Bells - « Hell's Bells - The Dangers of Rock and Roll » est du reste le nom d'un documentaire de Eric Holmberg supposé ouvrir les yeux des jeunes américains sur les dangers de la culture rock,.
Ces intégristes s'inquiètent donc de l'impact de ces groupes sur la jeunesse. En France, le festival HellFest, qui est pourtant devenu rapidement une référence mondiale en matière de rassemblement de metal, et dont l'organisation est saluée par tous comme exemplaire, est régulièrement attaqué comme étant un « rassemblement de satanistes », soit par des associations familiales catholiques comme Civitas, mais plus curieusement aussi lors de prises de position virulentes de politiques tels Philippe de Villiers ou Christine Boutin,. La position des croyants n'est toutefois pas monolithique : ainsi le Père Robert Cullat, ancien séminariste, Vicaire au Diocèse d'Avignon et lui-même fan de heavy metal, a assisté à de nombreuses éditions du Hellfest et n'a jamais hésité à défendre publiquement ce festival, déclarant même à de multiples occasions qu'il y retrouvait « de nombreuses valeurs chrétiennes ».
Une autre tendance, plus officielle cette fois, a vu le jour avec des organismes tels que le PMRC aux États-Unis qui établit des listes de chansons « à proscrire » selon qu’elles évoquent divers phénomènes (sexe, violence, incitation à la consommation de stupéfiants), dont le satanisme. Le PMRC est notamment à l’origine des autocollants portant la mention Parental Advisory Explicit Lyrics. Le PMRC a vu le jour aux États-Unis en pleine révolution conservatrice des années Reagan, à l'initiative de l'épouse du président, Nancy Reagan, et de Paula Hawkins. Le PMRC publia notamment dans les années 1980 « the filthy fifteen » (lit. « les 15 dégueulasses », un clin d’œil qui en anglais renvoie à l'allitération « the dirty dozen » (« les douze salopards »), une liste regroupant les artistes les plus infamants supposés corrompre la jeunesse américaine. Parmi les quinze artistes visés, on retrouvait une grande majorité de groupes de metal (Judas Priest, Motley Crue, WASP, Black Sabbath, AC/DC, Def Leppard, Mercyful Fate, Venom et Twisted Sister). Le Sénat Américain lança alors une commission d'enquête officielle et auditionna le 19 septembre 1985 trois représentants du monde du rock : Frank Zappa, John Denver et surtout Dee Snider, le fantasque chanteur du groupe de hard rock Twisted Sister, une audition burlesque retransmise en direct sur la télé américaine,. Un autre organisme, français cette fois et dépendant des plus hautes instances de l’État, se montre virulent à l’encontre du heavy metal : la MIVILUDES qui a édité un ouvrage où sont véhiculés les préjugés habituels dont ce genre est victime (on peut y lire par exemple des phrases comme ; « la musique metal, qui reste extrêmement violente et véhicule des thèmes puisés dans les interdits sociaux (sexe, mort, le Mal, Satan), se rapproche beaucoup plus directement du satanisme. »
Il existe aussi des amalgames entre nazisme, satanisme et gothisme qui sont propagés par une partie des médias, par des ecclésiastiques n’ayant pas de réelles connaissances du sujet comme Benoît Domergue (le sociologue Fabien Hein dénonce d’ailleurs la stratégie offensive du clergé de dénigrement systématique à l’égard de la musique), voire par certains auteurs, notamment Jacky Cordonnier, et Paul Ariès,,.
Récemment, l'ancien candidat aux primaires républicaines de 2012 Rick Santorum s'est déclaré hostile au heavy metal, car selon lui, « la soif de sang des adolescents est essentiellement due au heavy metal ».

### Messages subliminaux et incitation au suicide
Une rumeur populaire souvent renforcée par les accusations d'intégristes religieux, laisse entendre que les albums de heavy metal véhiculeraient des messages subliminaux encourageant leurs auditeurs à vénérer le Diable ou à se suicider.
Le cas le plus célèbre est celui de Judas Priest. En 1990, à la suite de la tentative de suicide de deux adolescents américains, le groupe fut accusé d'avoir inséré dans leur chanson Better by You, Better than Me (1978), des messages subliminaux censés inviter l'auditeur au suicide. Les textes de la chanson ne traitaient pourtant aucunement de suicide. Le groupe a toujours réfuté ces accusations. Lors du procès, il fut mis en évidence que les accusations n'étaient fondées sur aucune base crédible et le groupe a été innocenté à l'issue de leur procès. Cependant la surmédiatisation du procès a ancré cette accusation infondée dans les croyances du grand public. Le procès fit l’objet d’un documentaire en 1991. On y voit l'accusation prétendre, entre autres, que le groupe aurait inséré le message do it ("fais-le") dans la chanson. Rob Halford, le chanteur du groupe, pour sa part, souligne l'imprécision et l'invraisemblance d'une telle accusation : « Fais le? Faire quoi? Tondre la pelouse ? Boire un coup ? Regarder la télévision... Faire quoi ? » (« Well...do what? Mow the lawn? Have a drink? Watch some television? Wh-wha... do what? » en anglais). Le chanteur ajoutait que dans une logique commerciale, s'ils avaient vraiment voulu insérer des messages subliminaux, ils auraient préféré donner l’ordre : « achetez plus de nos disques ». Le guitariste Glenn Tipton remarquait pour sa part : « vous vous rendez compte, à l’époque (1977) on avait à peine de quoi se payer à manger, alors assumer le coût de la technologie que nous sommes supposés avoir utilisé, c’est irréaliste ». Rétrospectivement, Halford commente l'affaire :

« Ce procès nous a complètement épuisés, car nous luttions sans cesse contre des accusations qui ne relevaient que de purs mensonges. Aller au tribunal tous les jours et entendre des âneries fut une rude épreuve pour tous les membres du groupe. Les parents des victimes mentaient de même que leurs avocats, et tout ça pour obtenir de l'argent ! C’était presqu'irréel ! Nous sommes heureux d'être sortis blanchis de ce procès, mais il nous aura quand même coûté près de 400 000 dollars, alors que nous n'avions rien à nous reprocher. Nous avons vraiment sauvé la réputation du heavy metal, car si nous avions été reconnus coupables, la face de cette musique aurait dramatiquement changée. Je peux jurer qu'il n'y a jamais eu de messages diaboliques dans nos chansons, mais l'accusation a tout fait pour démontrer le contraire. Ce qui me dégoûte, c'est que tout fut dirigé contre le heavy metal, car il est évident, que la musique country, n'aurait jamais été la cible des censeurs ! En fait, c'est tout le heavy metal qui fut vraiment en danger de mort, et Judas Priest constituait un cible idéale, surtout en raison de son image. Ce n'était ni plus, ni moins une chasse aux sorcières. […] L'accusation ne cessait de répéter que nos chansons étaient truffés de messages diaboliques. Elle voulait nous faire croire qu'elle entendait des bêtises comme "Suck the Lord" ["Suce le seigneur"] ou « Commit suicide » [« mets fin à tes jours »] ! Ken et moi [étions] horrifiés par tant de mauvaise foi […]. »

Pour plus de détails, voir : L'affaire des messages subliminaux chez Judas Priest.
Le chanteur Ozzy Osbourne fut accusé de façon similaire à propos de sa chanson Suicide Solution. Malgré le titre de la chanson qui paraît explicite à première vue, il ne s’agit aucunement d’une ode au suicide mais seulement d’une description de la perversité des effets de l’alcoolisme et du caractère suicidaire qu’il y a à se réfugier derrière une bouteille. Les paroles présentent donc l’aspect négatif de l’alcool et n’invitent aucunement au suicide. Cependant un adolescent fan d’Ozzy en 1985 se suicide. Les parents accusent le chanteur et cette chanson de la mort de leur enfant et ils lancent une procédure judiciaire. On invoque là encore la présence de messages subliminaux. Osbourne clame qu'il n'a jamais mis de message subliminal dans ses enregistrements et est déclaré non coupable. En revanche, il est mis en évidence, comme dans les cas de l’affaire Judas Priest, que la victime souffrait de dépression et connaissait des problèmes familiaux. Brian Johnson (AC/DC) commentait ainsi à la même époque : « c'est incroyable. Il y a une petite minorité qui s'intitule outrageusement « moral majority » et qui a suffisamment de pouvoir pour imposer ses vues aux médias. Ils disposent de moyens financiers énormes. Aux États-Unis, ils ont  des problèmes terribles avec les kids : drogue, fugues, suicides... le rock est  transformé en bouc émissaire : c'est tellement plus facile! »
Face à ces accusations, le chanteur Alice Cooper décide d’écrire une chanson contre le suicide : Hey Stoopid pour laquelle il invite un certain nombre de stars du monde du metal et du hard rock pour jouer, notamment les chanteurs incriminés dans ces affaires Ozzy et Rob Halford, mais aussi les guitaristes Joe Satriani et Slash ainsi que le bassiste de Bon Jovi et d’autres encore. La chanson est un hymne anti-suicide qui invite à se modérer face à ce genre de décision radicale, insistant sur l’idée que celui qui se suicide est le perdant de l'histoire, tandis que les raisons et les personnes qui l’oppressent dans la vie sont celles qui finalement l’emportent (they win, you lose !). Alice commente à ce sujet : « Il est juste impensable que quelqu’un puisse écrire une chanson qui incite un môme à se suicider. Chaque fois qu’un môme se tue, ils essaient de voir quel disque il écoute, au lieu de chercher ce qui se passait chez lui! »
C’est précisément sur ce point que le groupe de thrash Sacred Reich attaque le sujet de façon plus polémique dans la chanson Who's to Blame ?, un titre incisif commentant les affaires de Judas Priest et Ozzy. La chanson insiste sur le fait que ces artistes accusés n’étaient que des boucs émissaires et que la véritable raison du mal-être de ces adolescents suicidaires était leur environnement familial conflictuel et leur tendance dépressive. Ci-dessous, quelques passages traduits de la chanson :

« À présent il est temps pour les parents de tendre l'oreille et d’écouter. Peut-être est-il trop tard pour voir ce que vous avez manqué. Ce n'est pas la musique, la cause de la mort, c’est vous par l'étouffement. Si vous aviez ouvert vos yeux et tendu l'oreille vous sauriez qui est à blâmer[…]Où étiez-vous pour entendre les larmes d’une personne dans le besoin ? Étiez-vous là pour voir les signes ou étiez-vous trop occupés ? […] Alors la prochaine fois que vous fermerez les yeux et que vous choisirez de renvoyer la faute, souvenez-vous que vous pouvez sauver une vie »

— Sacred Reich, Who's to Blame-1990 – vers 21-56
Cependant, il arrive que certains groupes traitent de la question du suicide (par exemple Metallica avec la chanson Fade to Black ou encore Type O Negative avec la chanson Gravitational Constant: G = 6.67x10-8 Cm-3gm-1sec-2). Mais la majorité des groupes parlent de leur propre expérience et en parlent d'une façon exutoire, il ne s’agit aucunement d'un plaidoyer. La plupart du temps, ces groupes ne visent pas à encourager leur public à le faire. Il n'existe d'ailleurs aucune affaire de suicide de fans concernant ces groupes. Comme souvent, la musique du heavy metal ne joue qu'un rôle exutoire qui permet d'évacuer symboliquement certains sentiments négatifs. Peter Steele, le chanteur de Type O Negative (groupe connu pour ses chansons souvent dépressives et traitant parfois de l'idée du suicide) évoquait l'effet cathartique et curatif que pouvait générer la résonance affective de certaines chansons :

« Je sais qu'il y a des gens qui sont au plus mal quelque part et qui pourraient trouver un certain réconfort à l'idée qu'il y ait d'autres personnes comme moi qui ressentent aussi ce qu'ils ressentent et si ça peut les aider à traverser ces moments difficiles – parce que personne ne souhaite être seul dans le désarroi et la détresse – si je peux leur apporter du réconfort, j'imagine que j'en serais heureux. »

Le musicologue Robert Walser remarque à ce sujet que « la meilleure façon de savoir si quelqu’un va se suicider est de tenter d’évaluer à quel point il est désespéré. Les jeunes écoutent du heavy metal pour se sentir fort et en lien avec d’autres jeunes. Cette musique leur rappelle qu’ils ne sont pas seuls et sans ressource. Il y en a d’autres qui vivent le même genre de choses et qu’il n’est pas nécessaire de se suicider »

### Accusations d'incitation à la violence
Au-delà d'une supposée invitation au suicide, d'autres groupes ont vu leurs œuvres accusées d'inciter à la violence voire au meurtre, à la suite d'une lecture littérale et au premier degré de certains textes. Le cas le plus célèbre est celui du tueur en série Richard Ramirez, qui sévit au début des années 1980 sur la côte ouest des États-Unis, tuant une douzaine de victimes. Surnommé le "Night Stalker" (lit., "le traqueur de la nuit") par la presse américaine et finalement arrêté, il déclara aux enquêteurs puis à son procès que c'est la chanson "Night Prowler" (lit., « le rôdeur de la nuit ») tiré de l'album Highway To Hell d'AC/DC qui l'avait incité à passer à l'acte. Atlantic Records dut dépêcher des avocats au procès pour dédouaner le groupe qui était notamment accusé d'avoir glissé un message subliminal à la fin de Night Prowler, le chanteur Bon Scott prononçant une phrase apparemment incohérente. Bon Scott y prononce en fait "Shazbot, nanu nanu!", une phrase récurrente que répète Mork, un extra-terrestre joué par Robin Williams dans le feuilleton de science-fiction Mork and Mindy diffusé sur la chaine ABC entre 1978 et 1982 que Bon avait découvert et adoré au cours de la tournée U.S. Powerage du groupe. Malgré ces précisions, AC/DC du toutefois, sur ses tournées U.S. Flick of the Switch puis Fly on the Wall en 84/86, faire face à de nombreuses protestations de ligues de vertus américaines, notamment en Californie.

### Mouvement gothique

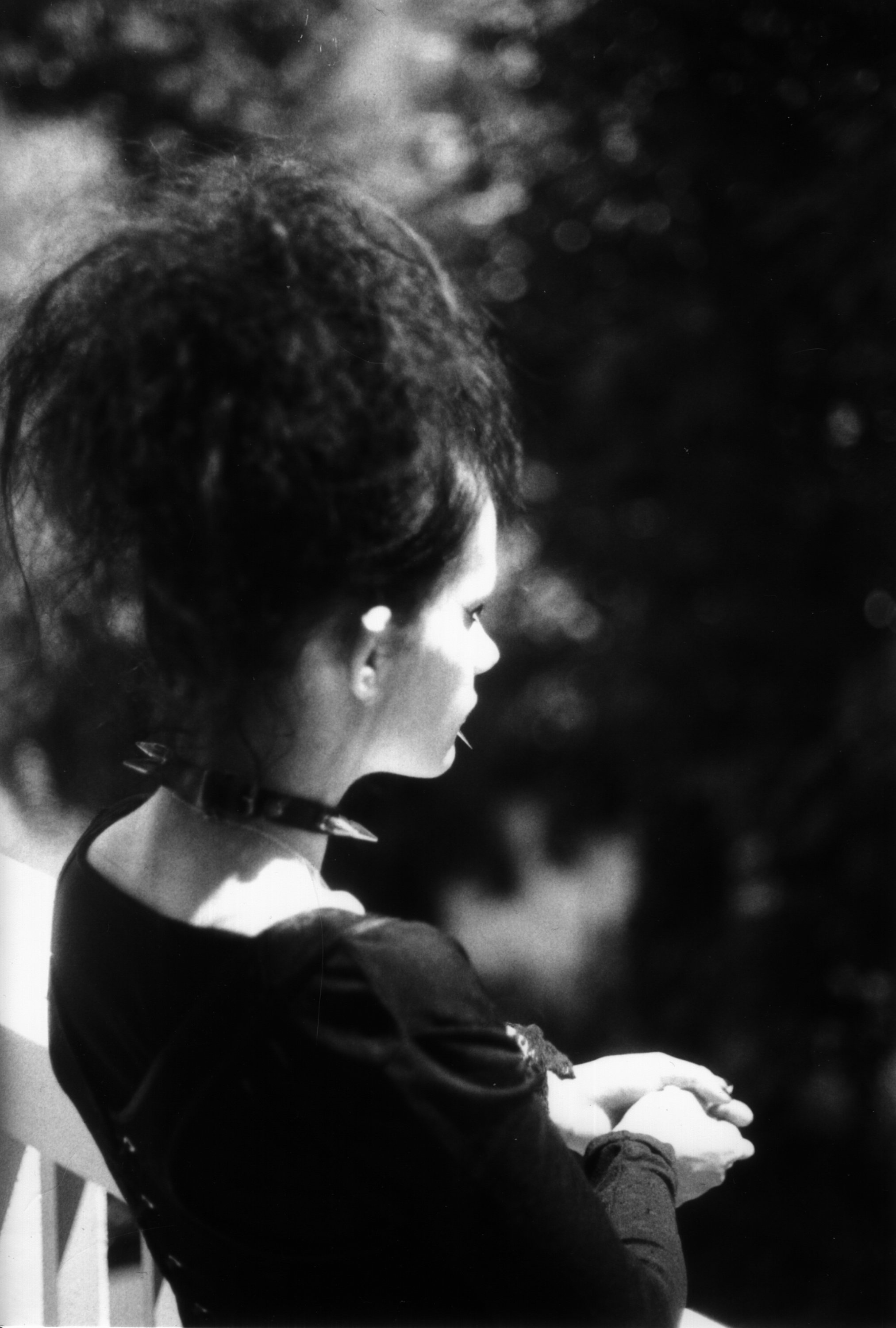
Gothique avec collier à pointes et piercings.

Il y a également une énorme confusion de la part du public entre le metal et le mouvement gothique. Il s'agit pourtant bien de deux mouvements distincts, là où le heavy metal a développé ses innombrables sous-genres, le mouvement gothique a aussi développé ses propres genres musicaux spécifiques : le rock gothique, la dark wave et le death rock qui sont des styles qui ne sont absolument pas liés au metal à l'origine.
En fait, la confusion entre ces deux mouvements provient du fait que certains groupes de metal (tout particulièrement de doom-death) au début des années 1990 se sont inspirés de la musique gothique pour la mélanger avec leurs propres bases metal, ce qui a engendré un style plus ou moins hybride : le metal gothique. Mais c'est un genre qui n'est pas officiellement reconnu à proprement parler comme musique gothique pour la communauté gothique, bien que souvent appréciée par les gothiques.

### Racismeet idéologie d'extrême droite
Dans une enquête portant sur le milieu du metal, le sociologue Dr. Fabien Hein observait que le monde du metal était encore souvent suspect d'accointances avec les idéologies racistes, fascistes ou néo-nazies. L'ethnologue allemande Dr. Bettina Roccor, de son côté, constatait elle-aussi cette perception : "Dans la sphère publique règne l'image d'une scène metal majoritairement orientée à droite et fascistoïde". Pour Hein, il apparaît difficile d'attribuer une orientation politique générale et unilatérale au risque de tomber dans des réductionnismes ne reflétant pas la diversité des points de vue et des positions au sein de la scène. Plusieurs groupes ont été accusés d'entretenir des sympathies avec ces idéologies au  regard de l'utilisation de signes, d'imageries, de discours interprétés en ce sens. Bien que le metal ne soit pas à l'abri de ce type d'affiliations, Hein observe néanmoins qu'en général, la scène metal se tient à distance de ces idéologies. La presse metal française notamment (Enfer Magazine, HardForce, Hardrock magazine entre autres), s'est souvent fermement positionnée contre les idéologies racistes et d'extrême-droite. Par ailleurs, des groupes de metal se positionnent aussi ouvertement contre le racisme et les idéologies d'extrême-droite. Le magazine Hard Force, dans un dossier enquêtant sur la question, interrogeait le guitariste Tom Morello, du groupe Rage Against the Machine quant à la portée de ces idéologies dans le heavy metal :

« Il faut faire très attention et préciser ce dont on veut parler. Si certains pensent que le spectacle dans les salles de concerts, où les fans lèvent les bras en même temps et se déchaînent pour encourager leurs groupes, relève du fascisme, ils exagèrent nettement. Il n'y a rien à redire là-dessus. Quant au message véhiculé notamment par certaines formations, particulièrement de la mouvance black metal, qui prône parfois la supériorité de la race blanche, c'est premièrement stupide, mais c'est surtout révélateur d'un manque de culture évident. Cela dit, je suis un partisan de la liberté d'expression et j'accorde le droit à n'importe quel crétin de dire ce qu'il a envie. Mais je ne soutiendrai pas des groupes véhiculant une idéologie malsaine, au contraire »

— Tom Morello.
En France, d'après un sondage datant de 2019 de l’anthropologue Corentin Charbonnier, les statistiques et les réponses montrent un réel engagement politique, marqué à gauche et anti-RN de la part des festivaliers de musique metal du Hellfest.

#### Groupes accusés sans fondement
Un certain nombre de groupes comme Rammstein, Accept, Laibach, Kiss, Slayer, Type O Negative ou encore Therion ont été accusés à tort d'être liés à des mouvances d'extrême droite du fait, soit d'allégations gratuites, soit de références maladroites au nazisme par ces groupes, qui ont été ensuite montés en épingle.
Ainsi Rammstein fut accusé d'afficher des sympathies nazies du fait de leur nationalité allemande, du caractère martial de leur musique et de l'utilisation dans un de leurs clips d'images des Jeux olympiques de 1936. Ces trois éléments ont donc favorisé des amalgames assimilant le groupe à des sympathisants nazis. Le groupe, quant à lui, nie fermement ces allégations,. Par ailleurs, il clame clairement son orientation à gauche dans une chanson comme Links 2,3,4 (« Links » voulant dire "Gauche" en allemand). Face à ces accusations, Paul Landers, l'un des guitaristes dira dans une interview (à propos de la pochette de leur album Herzeleid) : « j’aurais préféré être espagnol, au moins on n'aurait pas eu tous ces problèmes ».
Le groupe allemand Accept est également célèbre pour avoir été la cible d'accusations similaires dans les années 1980 en France et en Pologne. Les accusations proviennent du fait qu’ils aient utilisé en introduction d'une de leurs chansons (Fast as a Shark) la mélodie traditionnelle « Ein Heller und ein Batzen » (plus connue sous le nom de « Heidi, Heido ») qui est souvent vue dans les pays occupés pendant la Seconde Guerre mondiale (comme la France et la Pologne) comme une chanson typiquement nazie. Il s'agit en fait d'une simple chanson à boire traditionnelle qui préexistait au régime nazi (elle date de 1830). Le fait que le groupe était allemand a d'autant plus renforcé les accusations. Le groupe a essayé maintes fois d'expliquer qu'il n'y avait aucune référence intentionnelle au nazisme dans leur usage de cette mélodie et qu'ils ignoraient même cette association faite dans les pays concernés. Les accusations apparaissent d'autant plus infondées que le groupe exprime clairement des opinions antinazies et antiracistes dans ses chansons (Stone Evil, Prejudices, Objection Overruled) et antimilitaristes (Russian Roulette, Man Enough to Cry, Walking in the Shadow, Stand Tight). Le magazine Enfer magazine, prit d'ailleurs la défense du groupe en 1986, parlant à propos de ces allégations de "relents pestilentiels d'une germanophobie rétrograde". Le guitariste du groupe remarquait à ce propos :

« Il y a ce problème de skinheads en Allemagne : ces gens qui agressent les étrangers et nous font une bien mauvaise réputation dans les autres pays. Cette réputation déteint sur les groupes allemands, y compris ceux de heavy metal, car certaines personnes font l'amalgame entre ces mouvements fascistes et ce genre de musique. […] Nous nous sentons concernés par la situation, mais elle ne nous effraie pas. Je pense qu'il est bénéfique que tout le monde soit alerté car cela permet de traiter le mal à la racine. Nous sommes prêts à mener campagne et user de notre influence, à faire une déclaration claire contre ces agressions envers les étrangers. Nous avons beaucoup voyagé, été dans la position d'"étrangers" dans les pays que nous visitions et nous avons toujours été bien reçus. Nous souhaitons qu'il en soit de même dans notre pays. »

Au milieu des années 1970 déjà, le groupe américain Blue Oyster Cult est accusé de sympathie pro-nazie à la suite de la sortie de leur L.P. Secret treaties (1974) dont la pochette montre les musiciens accompagnés de deux bergers allemands, posant devant un Messerschmitt Me 262, le dernier avion de chasse de la Luftwaffe hitlérienne, le logo du groupe (un signe cabalistique grec signifiant "Chaos") remplaçant la croix-gammée sur la dérive de queue (une chanson de l'album, Me262, repose sur le point de vue d'un pilote allemand attaquant les forces anglaises, le clip vidéo l'accompagnant faisant la part belle à des images d'archives tirées des films de propagande allemands). Devant la polémique suscitée et les interdictions de concert outre-atlantique sous la pression d'organisations de lutte contre l'antisémitisme, Blue Öyster Cult du a de nombreuses reprises expliquer par la suite qu'il ne s'agissait pas là d'un affichage politique pro-nazi mais qu'ils avaient voulu explorer l'esthétisme du régime hitlérien, rappelant également que deux des membres du groupe (Eric Bloom et Buck Dharma) et le producteur de l'album incriminé (Sandy Pearlman) étaient tous trois juifs et donc peu suspects a priori de sympathies avec le régime nazi.
Dès les années 1970, le groupe Kiss a été accusé de promouvoir des idéaux racistes et liés au nazisme. En effet, la source des accusations est liée au fait que, dans le logo du groupe, les deux « S » sont identiques au logo des SS nazis. Or, ces accusations s'avérèrent complètement fausses, deux membres du groupe (Gene Simmons et Paul Stanley) étant juifs, la mère de Simmons étant même une survivante des camps de concentration de la Seconde Guerre mondiale.
Au milieu des années 1980, le mensuel Enfer Magazine déclencha une polémique au sein de ses lecteurs en publiant une photo du groupe californien Exodus en concert, le guitariste Gary Holt y arborant un tee-shirt frappé d'une large croix-gammée. Interrogé à ce sujet dans une interview ultérieure, Gary Holt aura ce commentaire : "Lorsqu'on fait une musique comme la nôtre, il faut arriver à provoquer le public pour qu'il réagisse et s'investisse dans notre musique. J'espère juste que les kids français n'iront pas s'imaginer qu'on cautionne les gens comme ça. Au contraire, ce serait plutôt pour se foutre de leur tronche qu'on met un t-shirt comme ça. Imagine un peu le contraste. Un néo-nazi qui viendrait à un de nos concerts deviendrait sûrement cinglé face à cette débauche de décibels et de cheveux longs !"
Dans le cas de Slayer, des accusations plus sérieuses proviennent notamment du fait qu'une de leur chanson Angel of Death fait référence à Josef Mengele, médecin du camp d'Auschwitz. Mais à aucun moment, la chanson n'en fait l'apologie. Elle ne fait que décrire les actes du médecin. Mais ce qui a choqué (y compris dans le monde du metal) c'est justement l'apparente neutralité du ton de la chanson,. Le guitariste Jeff Hanneman se défend de ces accusations en insistant sur le fait que selon lui, il n'y a pas besoin qu'une chanson le dise explicitement pour savoir que les actes de Mengele sont atroces et condamnables. L'autre guitariste Kerry King commente l'affaire de façon cinglante :

« Oui, Slayer est Nazi, fasciste, communiste - toutes ces drôles de conneries. Et bien sûr c'est en Allemagne, où on nous a fait le plus chier avec. Moi, j'étais du genre à dire « lisez les paroles et dites moi ce qu'il y a d'offensant ». Est-ce que vous le voyez comme un documentaire ou vous pensez que Slayer fait l'apologie de la Seconde Guerre mondiale ? Les gens se sont ancré cette idée dans la tête - tout particulièrement en Europe - et il n'y a pas moyen de les faire changer de disque,. »

Le groupe de metal gothique Type O Negative a été aussi accusé de sympathies fascistes, au début des années 1990. Ils ont été attaqués à cet égard en Allemagne et aux Pays-Bas, par plusieurs mouvements de gauche convaincus que le groupe était sympathisant du nazisme. Les origines de ces accusations semblent remonter à une plaisanterie que Steele aurait faite dans une interview allemande dont le second degré aurait été mal compris à cause de la barrière de la langue. Ajouté à cela, il semble aussi qu’une des chansons du groupe, Der Untermensch (« le sous-homme »), de par son titre, ait été prise pour une chanson nazie, alors que le texte ne fait aucunement référence à ce thème, bien que les thèmes évoqués dans celle-ci soient la fraude sociale et l'assistanat. Mais, comme de nombreux commentateurs l’ont souligné, le claviériste du groupe, Josh Silver, est d'origine juive et le leader du groupe Peter Steele est d’origine slave. Par ailleurs, le groupe nie fermement toute assimilation à ce type d’idéologie,. Le groupe a tourné en dérision ces accusations dans deux chansons au ton caustique : « Kill all the White People » et « We Hate Everyone ». En réaction à la chasse au bouc émissaire dont ils considèrent avoir été la cible en 91, le groupe a également édité un t-shirt proclamant :

« Type O tient à endosser la responsabilité de presque tous les désastres majeurs des deux derniers millénaires : de la crucifixion du Christ, au trou dans la couche d’ozone en passant par la guerre du golfe et le Sida. »

#### Groupes sympathisants ou ambigus
En revanche à côté de ces accusations souvent injustifiées, un des sous-genres du metal, le black metal s’est fait effectivement connaître dans les années 1990 pour ses excès criminels et parfois des sympathies pour des idéologies d’extrême droite. Notamment le groupe de black metal, Burzum (bien qu'aucune chanson du groupe ne parle d'une quelconque forme de discrimination) et tous les groupes de la frange nazie du National socialist black metal(parmi les groupes les plus notoires de cette frange citons notamment Graveland et Absurd). D'autres groupes sans vraiment afficher une sympathie claire pour le nazisme, y font des références ambiguës, les thèmes de la Nuit de Cristal ou de la Nuit des Longs Couteaux sont par exemple parfois utilisés de façon détournée, pour les connotations qu'ils peuvent avoir comme c'est le cas du groupe Marduk (dans leur chanson « Night of the Long Knives » où le terme est utilisé de façon métaphorique), groupe qui fait très fréquemment référence au nazisme mais qui officiellement ne se rallie pas à l'idéologie.
De façon similaire, le choix du nom de formations comme le groupe Zyklon B (composé de plusieurs grands noms de la scène black metal) a généré un certain nombre de controverses dû aux connotations ambiguës que ce nom induit. Le Zyklon B est, en effet, le nom du gaz utilisé dans les chambres à gaz des camps d'extermination pendant la Seconde Guerre mondiale. Le groupe dit toutefois être apolitique et ne soutenir aucune doctrine liée à des préférences raciales. Le groupe Darkthrone a également été critiqué par la presse metal, pour des propos tenus lors de la sortie de leur album Transylvanian Hunger. Le groupe clamait : « Nous souhaiterions souligner que Transilvanian Hunger est au-dessus de toute critique. Si jamais quelqu'un venait à critiquer cet album, il va sans dire qu'il devrait être bassement méprisé pour son évident comportement juif ». Pour le magazine Hard force, avec de tels propos, « on quitte […] le domaine des allusions pour rentrer dans le vif du sujet : un certain nombre de groupes affichent ouvertement leurs satanisme et un antisémitisme plus que primaire ».
Mais si ce genre d’idéologie est plus fréquente et plus sérieuse dans le black metal, on ne peut là non plus réduire tout ce genre au nazisme. Car bon nombre de groupes de black metal n’adhèrent pas forcément à cette idéologie. Il faut ajouter que la frange NSBM reste minoritaire dans le genre black metal. Enfin, le heavy metal ne se résume pas au seul black metal. La plupart de ses nombreux sous-genres de metal restent distants de ce genre de thèmes.
Certains autres groupes de Folk/Pagan metal tout particulièrement de black folk, même s'ils n'affichent pas la moindre référence directe, traitent souvent de thèmes teintés de nostalgie identitaire et/ou passéiste qui les rapprochent souvent volontairement ou non des thèses idéologiques de l'extrême droite. Ces groupes présentent en effet une certaine nostalgie pour les époques anciennes pré-chrétiennes liées aux diverses cultures païennes (celtique, viking, hellénique notamment). Des époques parfois vues comme des mondes idylliques encore épargnés par les divers brassages ethniques et culturels de l'époque moderne vue comme « décadente » - le magazine Hard Force parlant à ce propos de « volonté puérile de revenir à un monde pré-chrétien pagano-fasciste et idéalisé ». À cet égard, quelques groupes de National socialist black metal comme Nokturnal Mortum, Temnozor ou encore Kroda sont tout particulièrement connus pour avoir fait des incursions dans le folk metal. Le magazine ajoute que « la glorification d'un pseudo-aryanisme teinté d'heroic-fantaisy était déjà monnaie courante dans les années 1920. On sait comment tout cela a fini ».
Mais de nombreux groupes de folk metal se distancient aussi de ces idéologies. Ce genre d'incursion dans le folk metal est vu par certains acteurs du folk metal tel le chanteur Ciaran O'Hagan, du groupe Waylander, « comme une insulte aux gens comme [lui] qui n'adhèrent pas du tout aux idéaux fascistes. ». Il considère que les groupes de NSBM qui jouent du folk metal le font pour de « mauvaises raisons ».
L'appropriation de symboles néo-païens par le néo-nazisme, est également à l'origine de malentendus à l'égard de certains groupes de folk metal. Plusieurs groupes ont, en effet, été pris à tort pour des groupes de NSBM. C'est pourquoi, un certain nombre de groupes tels que Cruachan, Skyforger, Moonsorrow, Månegarm ou Týr ont publiquement cherché à marquer leur distanciation par rapport au fascisme, au nazisme et au racisme. Le groupe de folk metal Skyforger a été jusqu'à inclure la mention « No Nazi Stuff Here! » (Pas de trucs nazis ici !) au dos de leur pochette de disques.

#### Groupes anti-racistes et anti-nazis
De nombreux groupes de metal se positionnent aussi clairement contre le racisme, le fascisme et le nazisme. On peut citer Accept, Trust, Anthrax, Napalm Death, Kreator, Running Wild, Iron Maiden, Doro Pesch, Lofofora, Therion, Sepultura, Skyclad, Suicidal Tendencies, System of a Down, Sabaton et Rage Against the Machine pour les plus connus. Le groupe de Body Count a par ailleurs fait de la dénonciation du racisme et des brutalités policières aux États-Unis l'un de ses thèmes de prédilection au fil de ses différents albums.
Corey Taylor, chanteur des groupes Slipknot et Stone Sour, bien qu'il n'ait jamais abordé cette thématique en chanson, condamne ouvertement le racisme dans une interview en 2016. Il déclare ainsi que son principal groupe s'est « dévoué à combattre le racisme, à combattre la haine en général depuis le jour où [il] a commencé sa carrière ». Il ajoute également « je ne voudrais jamais que nos fans pensent qu'on les juge pour leur couleur, leur religion, leur culture, etc. [...] Nous accueillons tout le monde, nous l'avons toujours fait, et nous le feront toujours » et « je n'ai pas de temps à perdre pour ceux qui jugent autrui pour la couleur de leur peau, et si cela offense certains de mes fans, tant pis pour eux »,.
Parmi les titres anti-racistes ou hostiles au nazisme les plus marquants, citons :
- Keep it in the Familly de Anthrax : une chanson anti-raciste qui critique la mentalité "white supremacist" de certains Américains[note 6] ;
- People of the Lie de Kreator qui critique les individus aux opinions racistes[note 7] ;
- Prejudice de Accept : une chanson qui plaide contre tous les préjugés (notamment racistes)[note 8] ;
- Nazi Punks Fuck Off ! : l'hymne anti-nazi repris par Napalm Death. Chanson écrite à l'origine par le groupe punk Dead Kennedys qui visait à critiquer une partie de leur public punk adhérant à l'idéologie néo-nazie[note 9] ;
- Stone Evil de Accept qui critique la montée du neo-nazisme dans certaines sociétés[note 10] ;
- Europe after the Rain de Kreator, une chanson anti-nazie souvent introduite en concert par un discours du chanteur-guitariste Mille Petrozza contre le nazisme et le fascisme[161] ;
- Amnes'History du groupe de metal alternatif[162]Lofofora : une chanson anti-fasciste en français qui invite à ce que l'histoire ne se reproduise pas[note 11] ;
- Tyrant of the Damned de Therion : une chanson commentant et critiquant l'absurdité et la brutalité du régime nazi[163] ;
- Objection Overruled de Accept qui critique la décision de justice qui a relaxé les policiers racistes dans l'affaire de Rodney King et qui a mené aux émeutes de Los Angeles en 1992[164],[165] ;
- Killing in the Name de Rage Against the Machine, pointe du doigt le fait que certains policiers américains étaient aussi membres du Ku Klux Klan[note 12] ;
- Bad Blood de Doro : une chanson anti-raciste dont le clip fut encensé comme « meilleure chanson anti-raciste » aux MTV Awards européens[166] ;
- Darquier par Trust : une chanson qui dénonce la politique antisémite du collaborationniste Louis Darquier de Pellepoix sous l'occupation et fustige les propos qu'il a tenus en 1978 lors d'une interview[167] à propos de Auschwitz et de l'occupation (Interview de Louis Darquier de Pellepoix dans L'Express : « À Auschwitz, on n'a gazé que les poux »)[note 13] ;
- Aces High de Iron Maiden : une chanson qui rend hommage aux soldats-pilotes qui ont combattu le nazisme ;
- Territory de Sepultura qui critique la logique et la machine de tout régime despotique et les valeurs racistes qui l'accompagnent souvent ;
- Born Dead de Body Count qui évoque sur un ton pessimiste le sentiment d'être un mort-né, un mort en sursis quand on n'est pas de couleur blanche dans une Amérique où les brutalités policières racistes restent impunies ;
- The Gammadion Seed de Skyclad qui critique l'aveuglement et la passivité des gens tandis qu'un état fasciste prend le pouvoir et porte atteinte à leurs libertés. Le texte fait très vraisemblablement référence à l'histoire du régime nazi, si l'on tient compte de son titre. Le terme "Gammadion" étant un synonyme de Svastika.
- Give It Revolution de Suicidal Tendencies qui critique la logique des régimes fascistes, mais aussi la passivité des gens face à cela et préconise l'action et la résistance ;
- Smoked Pork de Body Count qui évoque l'attitude et les propos racistes d'un officier de policier appréhendant un homme noir se trouvant en panne due à une crevaison ;
- Blood Brothers de Iron Maiden qui entre autres choses appelle à une vision des êtres humains comme étant tous des « frères de sang », les invitant à se tolérer et à arrêter tous les conflits qui les opposent;
- L'œuf de Lofofora qui entonne « une seule race pour plusieurs couleurs »
- Fight The Fire Of Hate et Bad to the Bone de Running Wild, deux chansons anti-nazies[168], dénonçant l'embrigadement des esprits, l'aveuglement[note 14] et l'idéologie haineuse, meurtrière et mensongère du nazisme. Les deux chansons décrivent ce régime et son idéologie comme l'essence du mal. La chanson "Fight the Fire of Hate" scande en refrain la nécessité de lutter contre ce mal.

## Styles associés

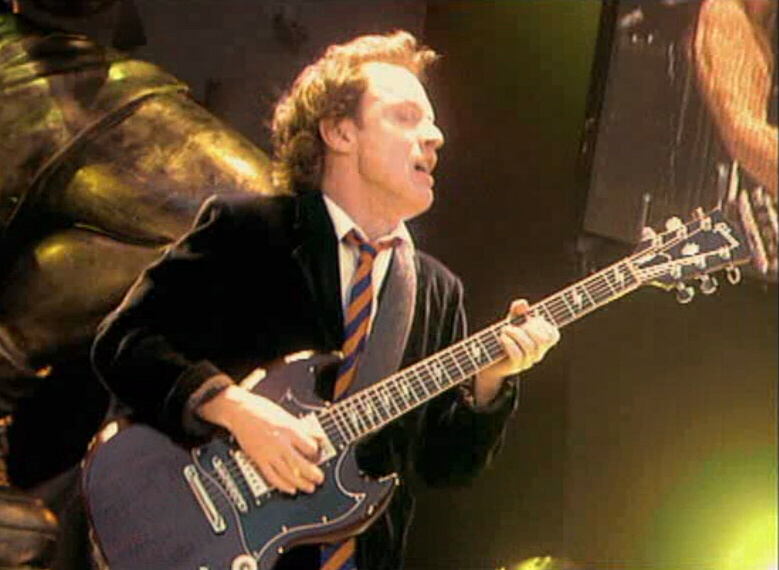
Angus Young, guitariste d'AC/DC (Cologne, 2001).

Le hard rock, mentionné plus haut, est très lié au heavy metal (ils sont d'ailleurs souvent confondus) bien que le hard rock ne corresponde pas à la description du heavy metal donnée par les puristes ; il est aussi dominé par l'emploi de la guitare et s'appuie sur des riffs, mais ses thèmes et leur exécution sont différents de ceux du heavy metal. Led Zeppelin est un exemple représentatif du genre vers la fin des années 1960 et le début des années 1970, ainsi que d'autres groupes des années 1970 et 1980 comme AC/DC, Aerosmith, Alice Cooper, Deep purple, Thin Lizzy, Kiss, Queen, et Scorpions qui ont eu une grande influence sur le heavy metal. Une différenciation usuellement acceptée entre hard rock et heavy-metal repose sur le fait que le hard rock a conservé de façon évidente pour l'oreille ses racines blues et rock 'n' roll - certains groupes emblématiques du genre comme AC/DC ont du reste toujours clamé qu'ils se considéraient d'abord et avant tout comme un groupe de rock 'n' roll.
Le glam rock (aussi appelé glitter rock) - qui n'a eu qu'une courte durée de vie au début des années 1970 - dépendait de guitares lourdes et « crunchy » (croustillant), de chansons à hymne, et d'une image théâtrale. T. Rex, David Bowie (particulièrement dans le rôle de Ziggy Stardust) sont les exemples plus cités de ce sous-genre.
Le punk rock et le heavy metal se sont mutuellement influencés, comme lorsque Lemmy Kilmister le leader du groupe Motörhead a passé du temps dans le groupe punk The Damned et a essayé d'apprendre à Sid Vicious à jouer de la basse. Des groupes inclassables et psychédéliques comme Hawkwind ou les Pink Fairies ont également pu avoir une influence majeure, tant sur le heavy metal que sur le punk. Ces deux groupes, très proches, donnèrent le jour à des expérimentations communes à l'occasion de prestations scéniques ponctuelles, le plus souvent dans des festivals d'été sous le nom des « PinkWind », ou des « HawkFairies ». Ce rapprochement finira par donner naissance à Motörhead. Motörhead est en effet le résultat d'une fusion a minima entre Hawkwind (Lemmy Kilmister y jouait de la basse) et Larry Wallis (guitares) des Pink Fairies. À la même période on a Iron Maiden un des groupes fondateurs de la NWOBHM et qui reste aujourd'hui un vétéran de la scène métal mondiale.
Le rock alternatif, particulièrement le grunge, a souvent été influencé par le heavy metal. Quelques groupes de grunge, comme Soundgarden et Alice in Chains, ont d'ailleurs été considérés comme des groupes de metal avant que le genre « alternatif » soit reconnu par le public.
Le rock progressif et notamment le néo-progressif des années 1980, qui a abandonné les digressions symphoniques des seventies pour une musique plus dynamique, a longtemps été associé au metal. Le groupe le plus emblématique du genre reste les Anglais de Marillion qui a régulièrement été programmé dans des festivals traditionnellement associés au hard rock comme Castle Donnington ou le Reading Festival. Marillion avec son chanteur Fish a du reste connu un vif succès en Europe dans les années 1980 grâce à une couverture médiatique essentiellement assurée par la presse metal du moment (Kerrang! et Sounds en Grande-Bretagne, Enfer Magazine en France, ou Metal Hammer en Allemagne), au point que ce groupe a d'abord été présenté à tort comme une formation issue de la NWOBHM. Le progressif s'est inversement souvent trouvé des accointances avec des groupes de metal présentant soit une recherche mélodique et harmonique particulière (Thin Lizzy, Iron Maiden), soit une structuration complexe et parfois théâtrale des morceaux joués sous forme d'epics, en dépit de sonorités sur-saturées (Manowar, Mercyful Fate). Un point de convergence entre ces deux mondes musicaux est l'apparition du metal progressif dans les années 1990, rapidement popularisé par des groupes comme Dream Theater, Enchant (en) ou encore les Brésiliens de Angra qui allient rapidité d'exécution, virtuosité technique, et morceaux alambiqués multipliant les cassures rythmiques et dépassant fréquemment les 10 à 12 minutes. Historiquement, des groupes comme Deep Purple et son titre Child in Time dans les années 1970, Magnum avec l'album On a Storyteller's Night ou Queensryche dans les années 1980 ont parfois été identifiés comme jouant du rock progressif, bien que ces groupes appartiennent au monde du métal.
Le rock sudiste, un style exclusivement nord-américain, a développé des sonorités le rapprochant parfois du hard rock, plus rarement du metal pour certaines formations. Le groupe le plus célèbre est les vétérans de Lynyrd Skynyrd, bien que d'autres formations aient pu rencontrer un grand succès dans les années 1970 (Allman Brothers Band, 38 Special, Point Blank) ou 80's (BlackFoot, Molly Hatchet, ZZ Top). Creuset de diverses musiques américaines (country, jazz, rock 'n' roll, blues) auquel se mêle un son typique de heavy rock, le Rock Sudiste se caractérise par ses sonorités de slide guitar et l'alignement fréquent de trois à quatre guitaristes de front, permettant des combinaisons harmoniques et dialogues très caractéristiques (Free Bird de Lynyrd Skynyrd, ou Highway Song de BlackFoot sont des titres emblématiques du genre).
Le grindcore, mélange de la branche de death metal & du crust punk. Caractérisé par des chansons relativement courtes, allant d'une seconde (record de la plus courte chanson par Napalm Death) jusqu'à 2 ou 3 minutes en général. Les instrumentistes sont rapides et la voix utilise des parties de chant en growl (chant éructé). Certains des groupes les plus populaires de grindcore sont : Napalm Death, Nasum, Brutal Truth, Last Days Of Humanity, Carcass (première période)

## Littérature
- Jānis Joņevs (trad. du letton par Nicolas Auzanneau), Metal : roman [« Jelgava 94 »], Montfort-en-Chalosse, Gaïa Éditions, 2016, 384 p. (ISBN 978-2-84720-674-6)
roman letton lauréat du Prix de littérature de l'Union européenne [(lv) présentation en ligne]